# Uffizi

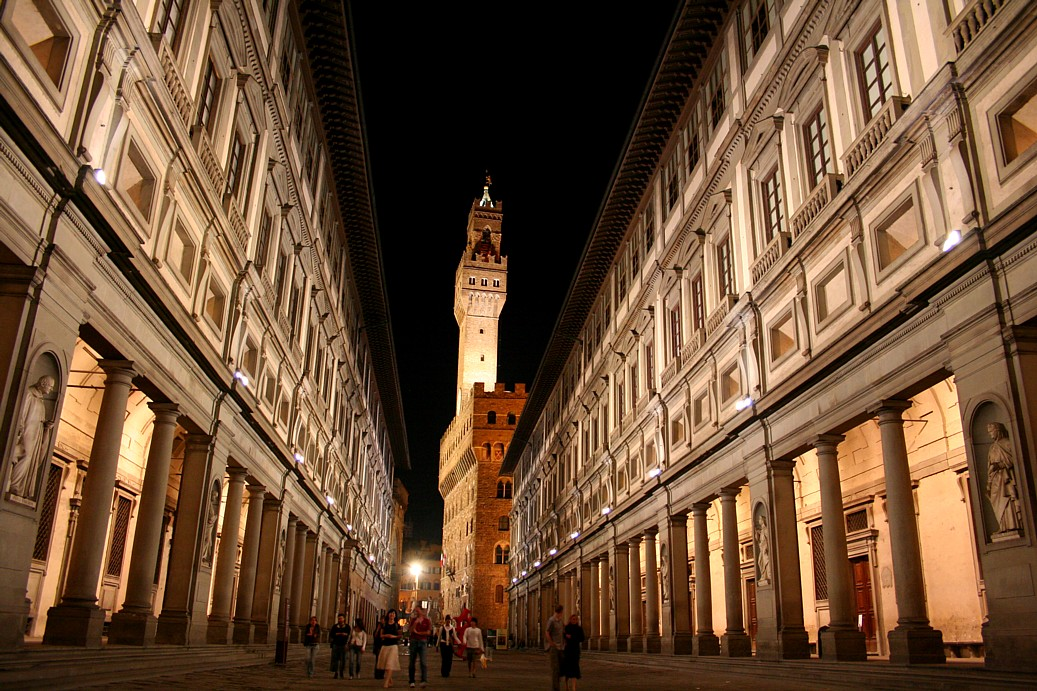
Uffizi

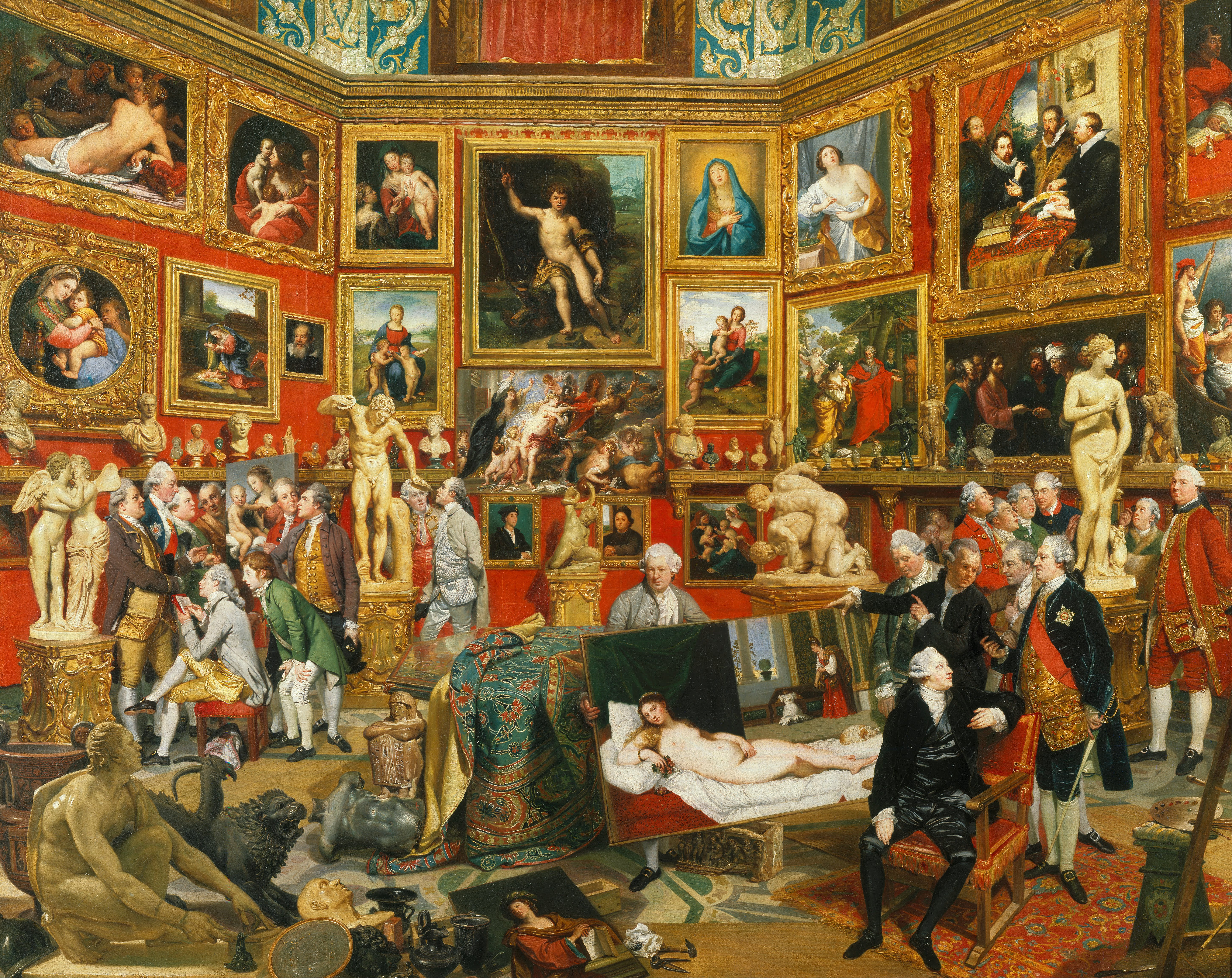
Phòng trưng bày bát giác Tribuna tại Uffizi qua nét vẽ sơn dầu trên vải của họa sĩ Johan Zoffany năm 1772–78, trong tranh có những tác phẩm của nhiều danh nhân thời kỳ Phục hưng

Phòng trưng bày Uffizi (tiếng Ý: Galleria degli Uffizi) là một bảo tàng nghệ thuật nổi bật nằm gần Quảng trường Piazza della Signoria ở trung tâm Firenze, vùng Toscana, Ý. Một trong những bảo tàng quan trọng nhất của Ý, cũng là một trong những bảo tàng quan trọng nhất và nổi tiếng nhất trên thế giới, và có một bộ sưu tập các tác phẩm vô giá, đặc biệt là từ thời Phục hưng Ý.
Uffizi là một trong những viện bảo tàng hiện đại đầu tiên. Phòng trưng bày đã được mở cho du khách theo yêu cầu từ thế kỷ 16, và năm 1765 nó đã được chính thức khai trương cho công chúng tham quan, chính thức trở thành một viện bảo tàng vào năm 1865.

## Lịch sử

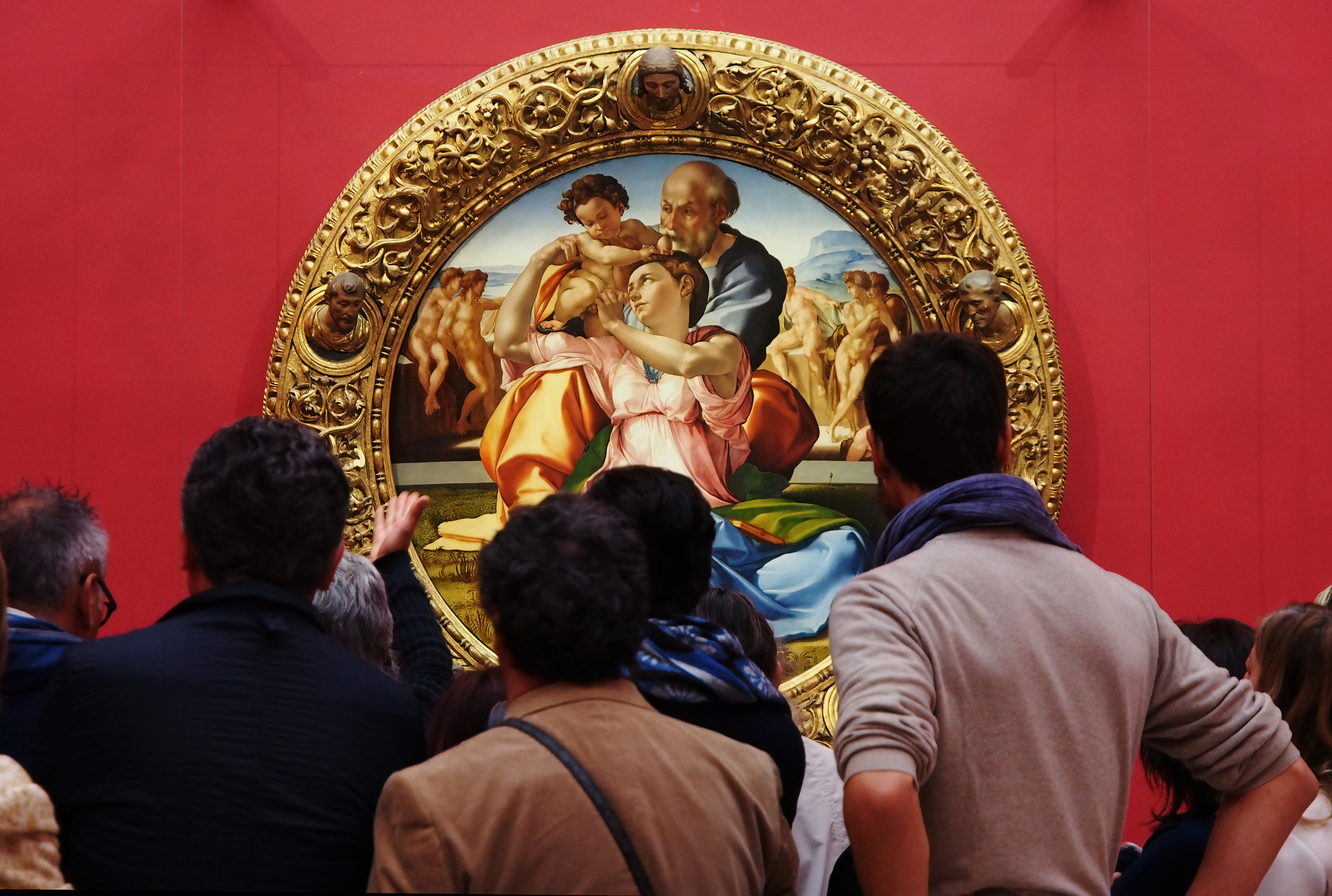
Du khách quan sát bức tranh Doni Tondo của Michelangelo. Uffizi được xếp hạng thứ 25 trong các bảo tàng nghệ thuật được ghé thăm nhiều nhất trên thế giới, với khoảng 2 triệu du khách hàng năm.

Việc xây dựng khu phức hợp Uffizi bắt đầu bởi Giorgio Vasari vào năm 1560 cho Đại Công tước Cosimo I de 'Medici ủy quyền để đáp ứng các văn phòng của các quan tòa Florentine, do đó có tên uffizi, "văn phòng". Việc xây dựng sau đó được tiếp tục bởi Alfonso Parigi và Bernardo Buontalenti, hoàn thành năm 1581. Tầng trên cùng được làm thành phòng trưng bày cho gia đình và khách của họ và bao gồm bộ sưu tập các tác phẩm điêu khắc La Mã của họ.

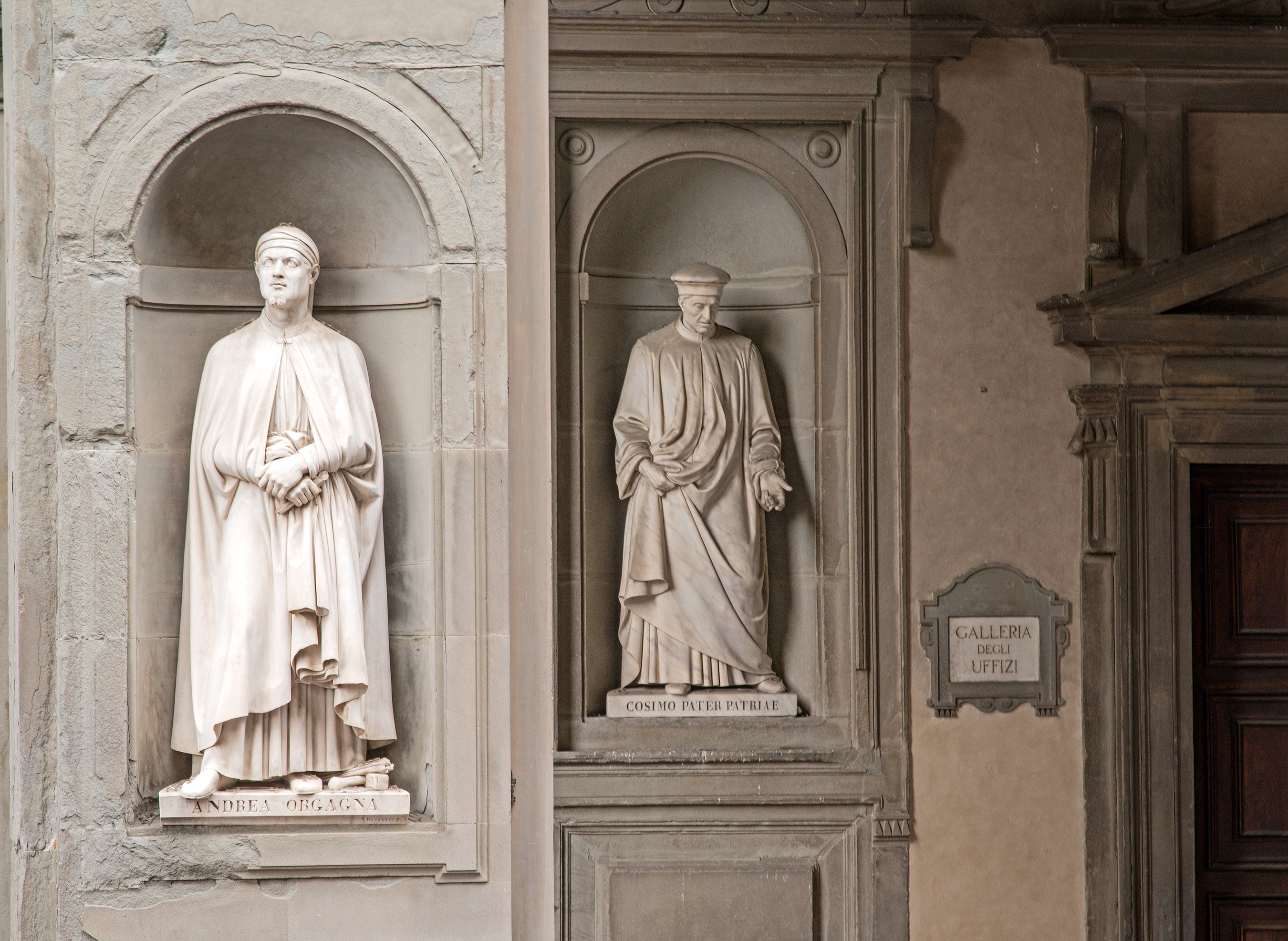
Cosimo de' Medici của Luigi Magi và Andrea Di Cione (Orcagna) của Niccolò Bazzanti

Uffizi bao gồm các văn phòng hành chính và Archivio di Stato, kho lưu trữ của nhà nước. Dự án do Cosimo I de 'Medici ủy quyền để trưng bày các tác phẩm nghệ thuật chính của bộ sưu tập Medici; Kế hoạch sau đó được thực hiện bởi con trai của ông, Đại công tước Francesco I. Ông đưa cho kiến trúc sư Buontalenti thiết kế phòng Tribuna degli Uffizi để trưng bày các kiệt tác trong một căn phòng, trong đó có cả tượng điêu khắc, các tác phẩm điêu khắc La Mã và đồ trang sức; căn phòng bát giác được hoàn thành vào năm 1584.
Trong những năm qua, nhiều khu vực của cung điện đã được tuyển chọn để triển lãm tranh và tác phẩm điêu khắc do Medici sưu tầm hoặc ủy quyền. Trong nhiều năm, 45 đến 50 phòng được sử dụng để trưng bày các bức tranh từ thế kỷ 13-18.

## Hiện nay
Dự án hiện đại hóa lớn, Uffizi Mới, đã tăng lên đến 101 phòng vào cuối năm 2016 bằng cách mở rộng vào các khu vực trước đây được sử dụng làm kho lưu trữ của nhà nước.
Uffizi đón hơn hai triệu khách đến viếng vào năm 2016, làm cho nơi đây là phòng trưng bày nghệ thuật được tham quan nhiều nhất tại Ý. Trong mùa cao điểm (đặc biệt vào tháng 7), thời gian chờ đợi có thể lên đến 5 giờ. Vé vào cửa có thể đặt mua trên mạng internet trước, để giảm đáng kể thời gian chờ đợi. Hệ thống bán vé mới hiện đang được thử nghiệm để giảm thời gian xếp hàng từ hàng giờ xuống chỉ còn vài phút. Bảo tàng đang được cải tạo để tăng hơn gấp đôi số phòng được sử dụng để trưng bày tác phẩm nghệ thuật.
Do đại dịch COVID-19, bảo tàng đã đóng cửa trong 150 ngày vào năm 2020 và lượng người tham quan đã giảm 72% xuống còn 659.043 người. Tuy nhiên, Uffizi đứng thứ hai mươi bảy trong danh sách các bảo tàng nghệ thuật được ghé thăm nhiều nhất trên thế giới vào năm 2020. Các tác phẩm từ bộ sưu tập thư viện Uffizi hiện có sẵn để xem từ xa trên Google Arts and Culture.

## Sự cố
Vào ngày 27 tháng 5 năm 1993, Mafia Sicilia đã thực hiện một vụ nổ bom xe trong vụ đánh bom Via dei Georgofili làm hư hỏng các bộ phận của bảo tàng và giết chết 5 người. Vụ nổ đã phá hủy 5 tác phẩm nghệ thuật và làm hỏng 30 tác phẩm khác. Một số bức tranh được bảo vệ hoàn toàn bằng kính chống đạn. Thiệt hại nặng nề nhất là căn phòng Niobe và các tác phẩm điêu khắc cổ điển và nội thất tân cổ điển, đã được khôi phục lại, mặc dù bức bích họa của nó đã bị hư hỏng không thể sửa chữa.
Đầu tháng 8 năm 2007, Florence trải qua một trận mưa lớn. Phòng trưng bày bị ngập một phần, với nước rò rỉ qua trần nhà, và khách tham quan phải sơ tán. Có một trận lụt lớn hơn nhiều trận lụt năm 1966 đã làm hư hại nghiêm trọng hầu hết các bộ sưu tập nghệ thuật ở Florence, bao gồm một số tác phẩm trong Uffizi.

## Một số tác phẩm nghệ thuật đang lưu giữ
- Cimabue: Santa Trinita Maestà
- Duccio: Rucellai Madonna

Sandro Botticelli, The Birth of Venus (c. 1484–1486)

- Giotto: Ognissanti Madonna, Badia Polyptych
- Simone Martini: Annunciation with St. Margaret and St. Ansanus
- Ambrogio Lorenzetti: Presentation at the Temple
- Gentile da Fabriano, Adoration of the Magi
- Paolo Uccello: The Battle of San Romano
- Rogier van der Weyden: Lamentation of Christ
- Fra Filippo Lippi: Madonna and Child, Coronation of the Virgin
- Piero della Francesca: Diptych of Duke Federico da Montefeltro và Duchess Battista Sforza của Urbino
- Andrea del Verrocchio: The Baptism of Christ
- Hugo van der Goes: Portinari Triptych
- Sandro Botticelli: Primavera, The Birth of Venus, Adoration of the Magi of 1475 và những tác phẩm khác
- Michelangelo: The Holy Family (Doni Tondo)
- Leonardo da Vinci: The Annunciation, Adoration of the Magi
- Piero di Cosimo: Perseus Freeing Andromeda
- Albrecht Dürer: Adoration of the Magi
- Raphael: Madonna of the Goldfinch, Portrait of Leo X
- Titian: Flora, Venus of Urbino
- Parmigianino: Madonna with the Long Neck
- Caravaggio: Bacchus, Sacrifice of Isaac, Medusa
- Artemisia Gentileschi: Judith and Holofernes
- Rembrandt: Self-portrait as a Young Man (attribution doubtful), Self-portrait as an Old Man, Portrait of an Old Man

Bộ sưu tập cũng chứa một số tác phẩm điêu khắc cổ đại, chẳng hạn như Arrotino, Two Wrestlers và Bust of Severus Giovanni

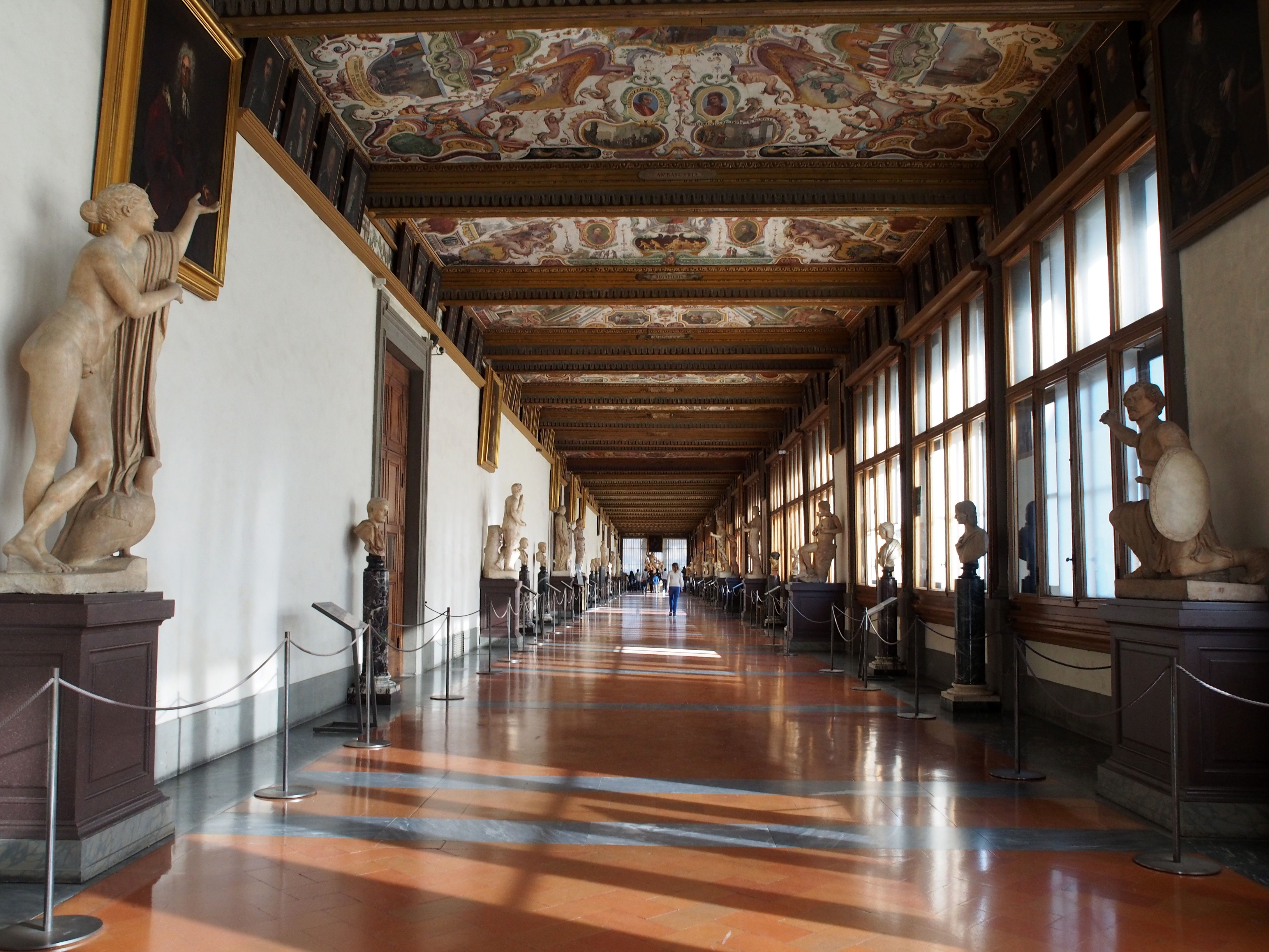
Một góc nhìn của hành lang
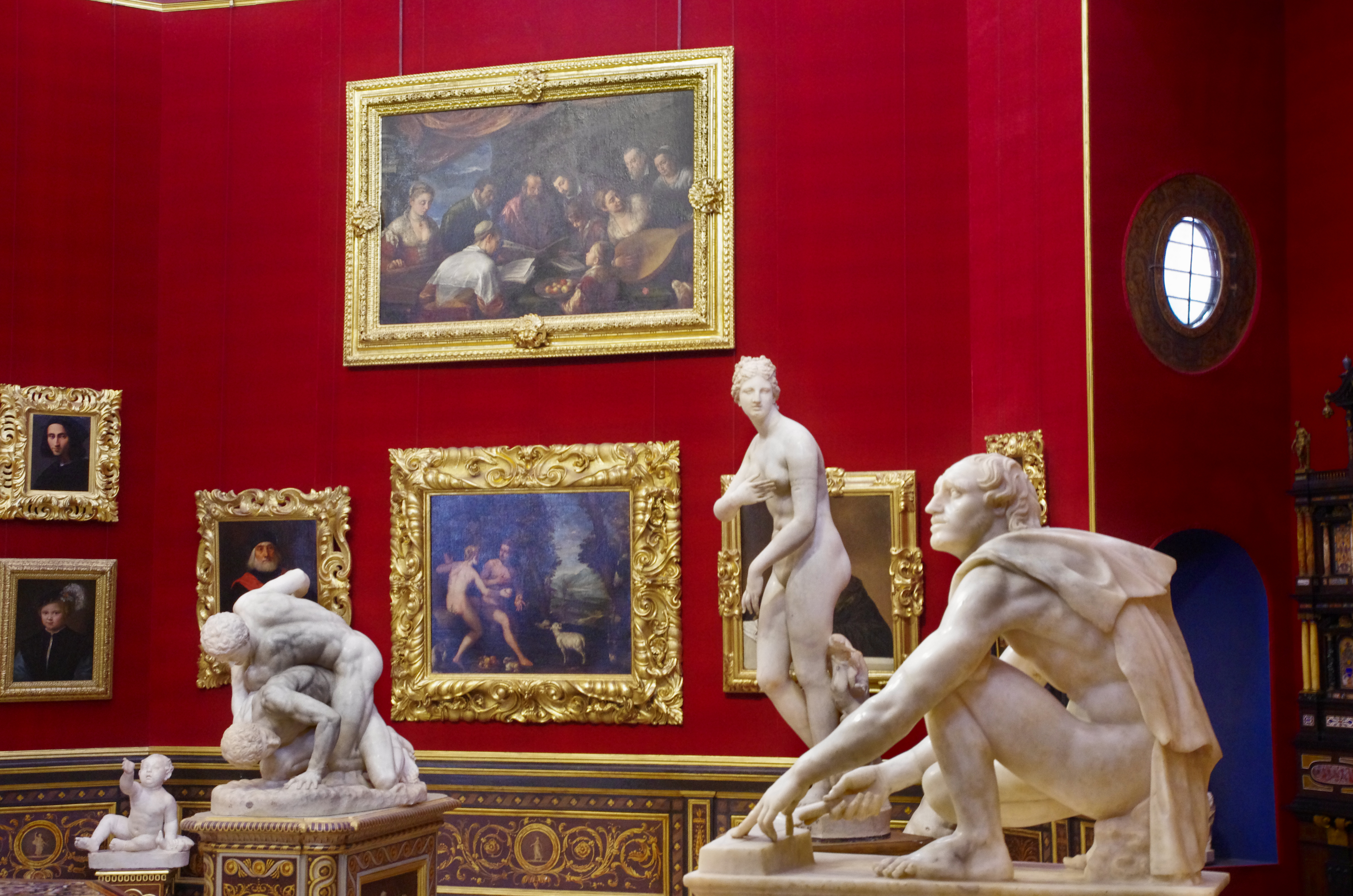
Phòng trưng bày hình bát giác Tribuna
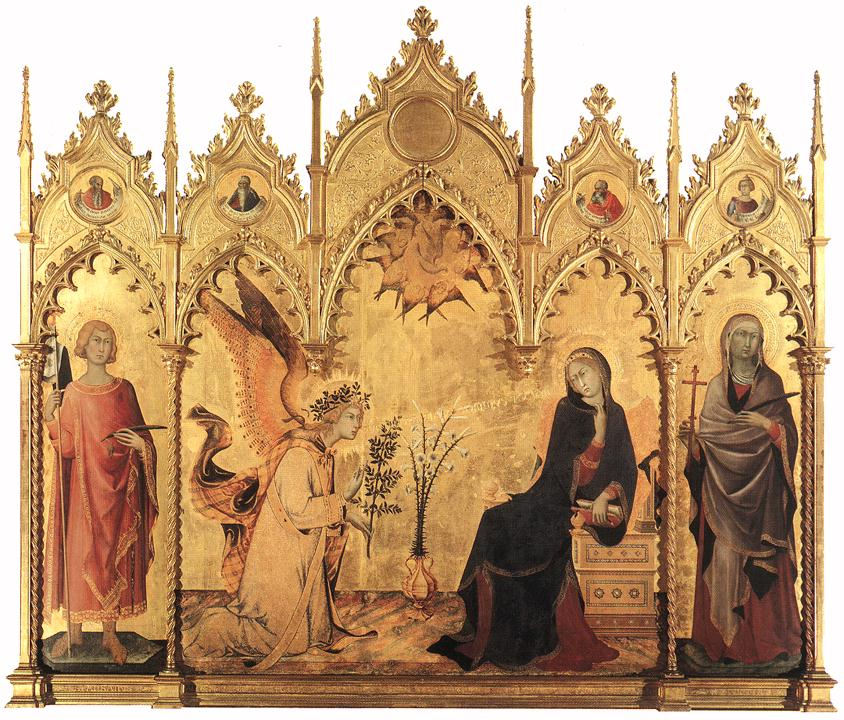
Simone Martini Annunciation, 305 × 265 cm
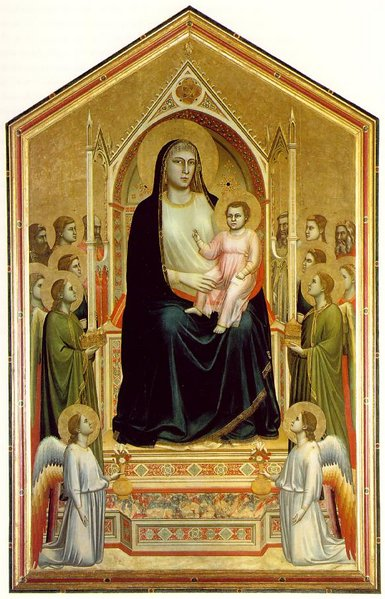
Giotto di Bondone Ognissanti Madonna, 325 × 204 cm.
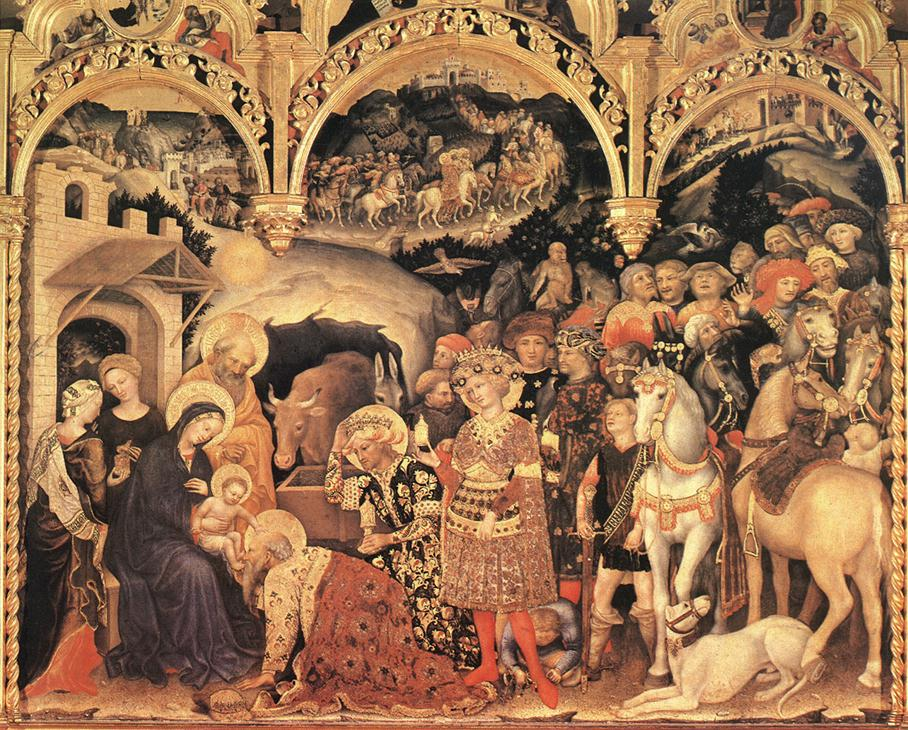
Gentile da Fabriano Adoration of the Magi, 300 × 282 cm.
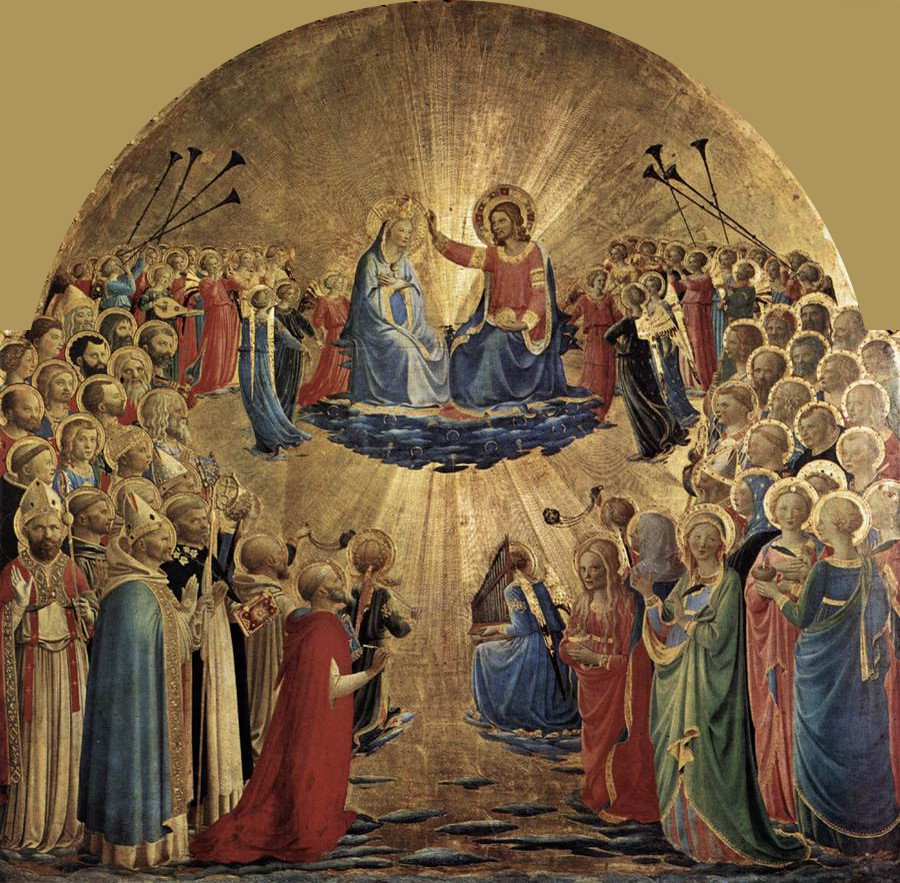
Fra Angelico Coronation of the Virgin, 112 × 114 cm
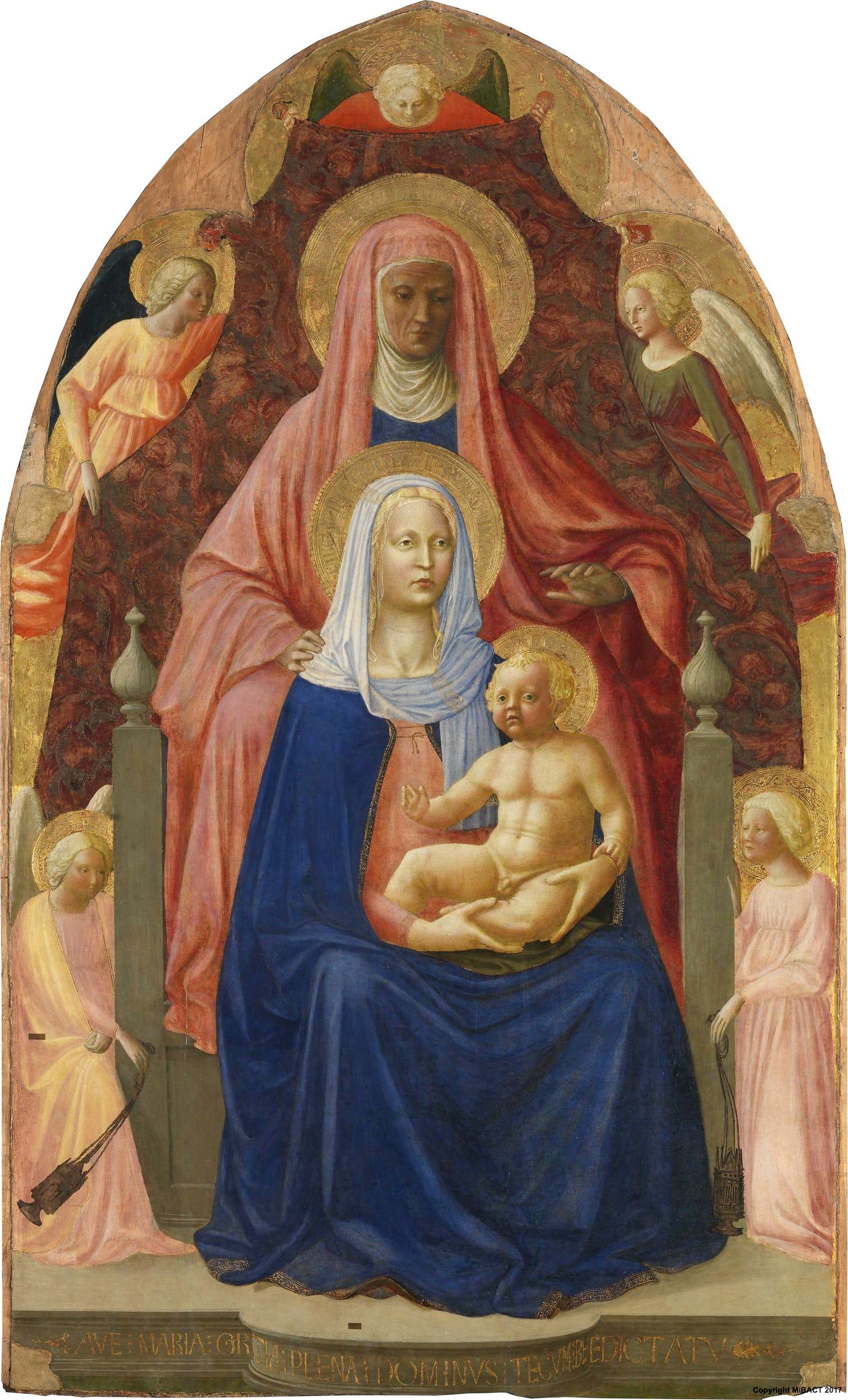
Masaccio The Madonna and St. Anna, 175 × 103 cm.
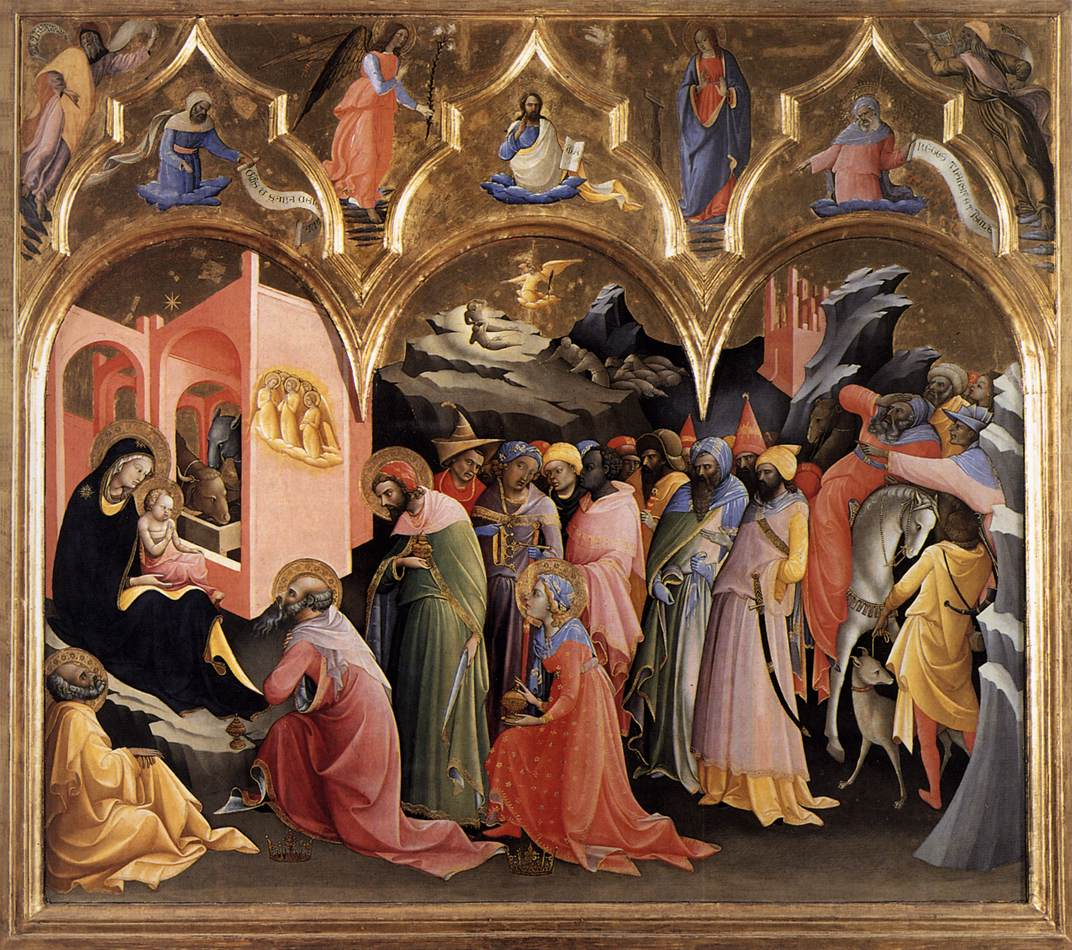
Lorenzo Monaco Adoration of the Magi, 115 × 177 cm.
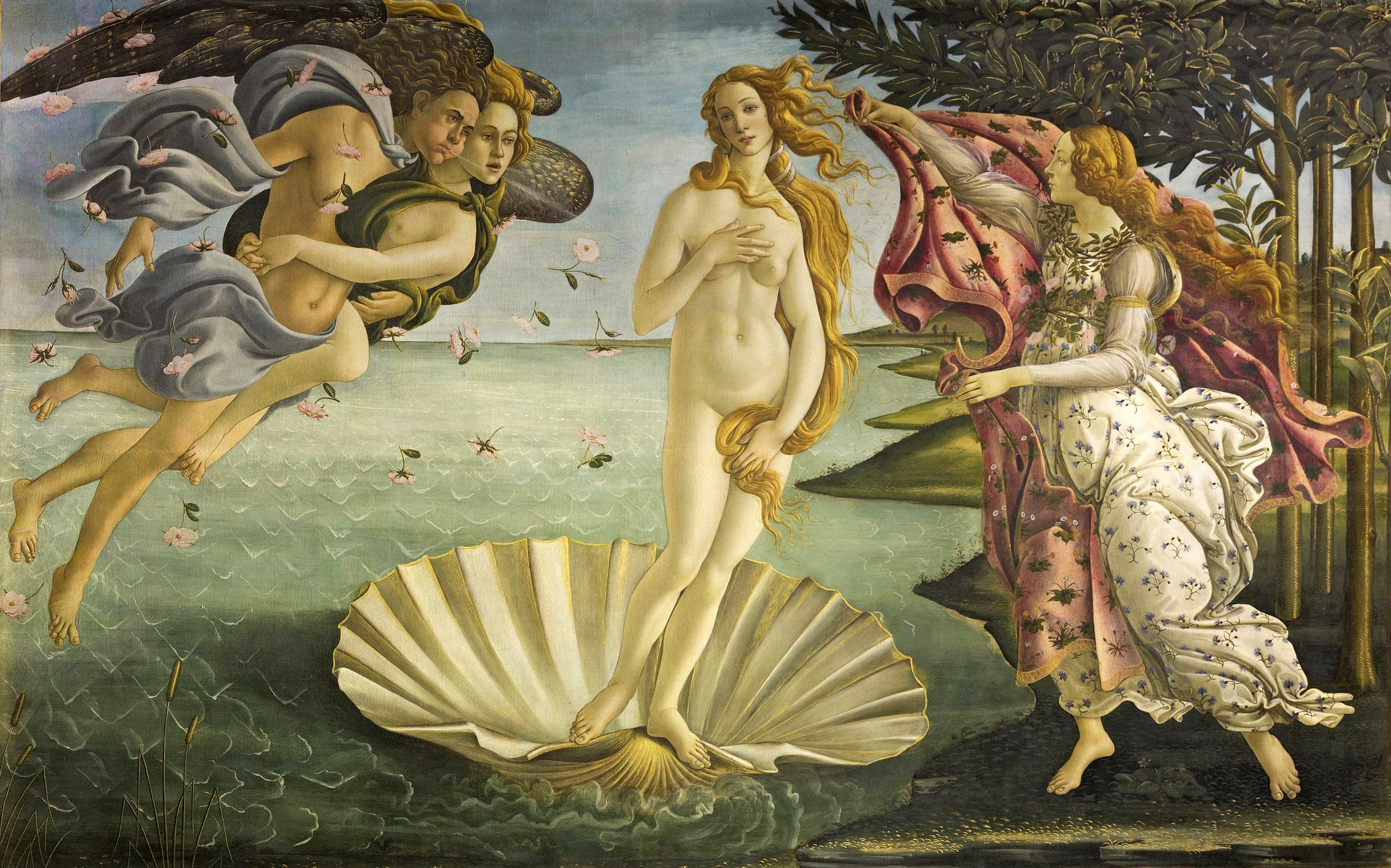
Sandro Botticelli Birth of Venus, 173 × 279 cm.
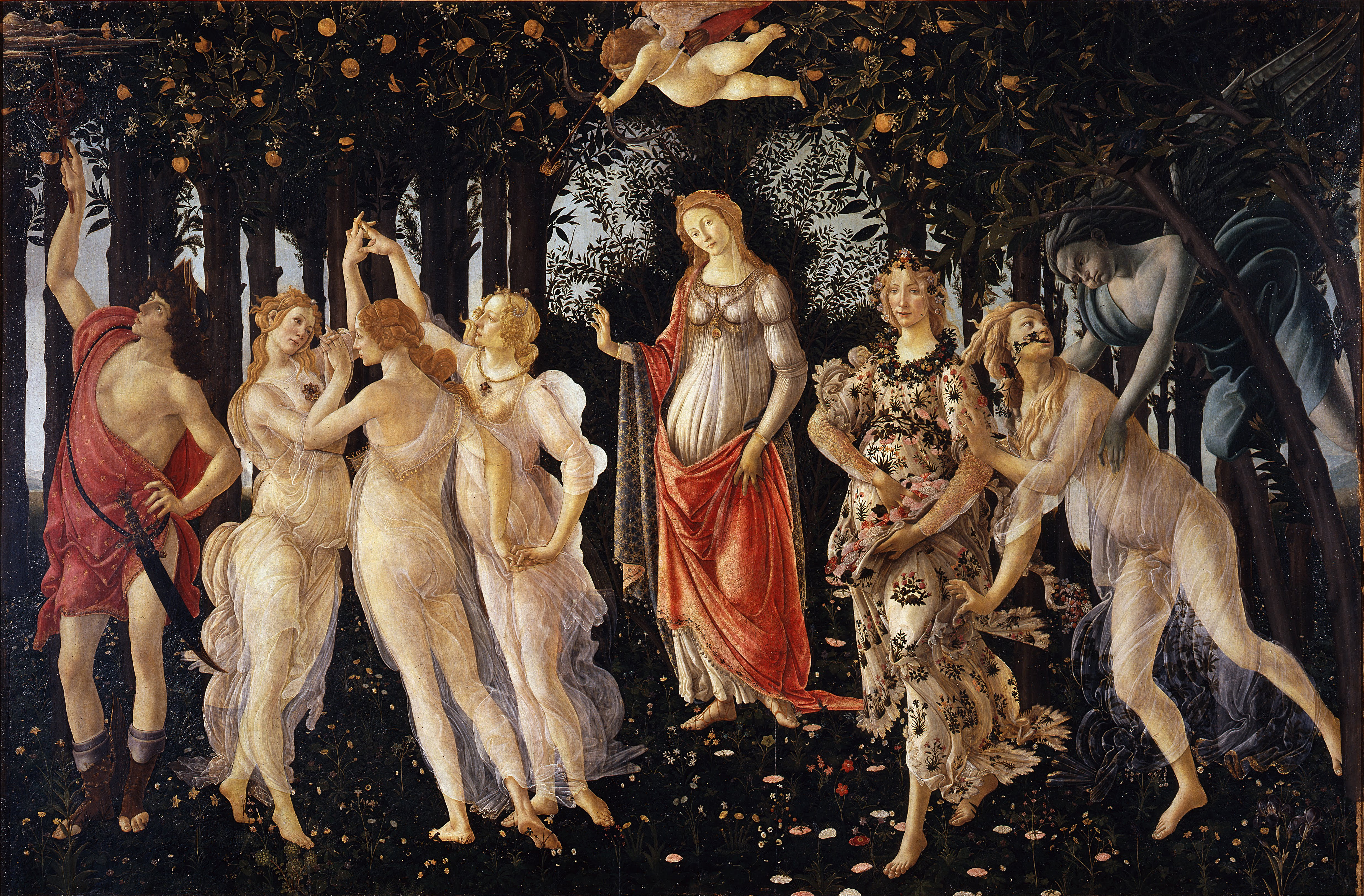
Sandro Botticelli La Primavera, 203 × 314 cm.
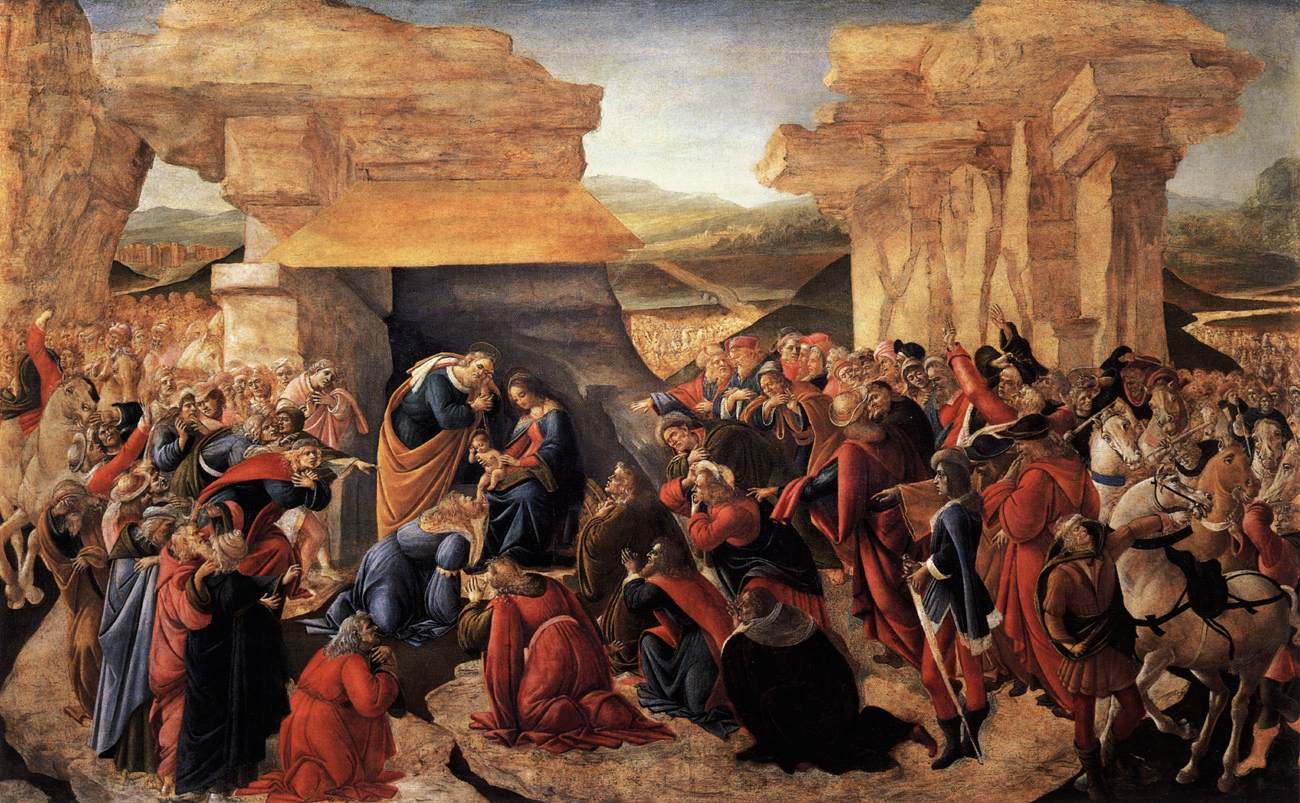
Sandro Botticelli Adoration of the Magi, 108 × 173 cm.
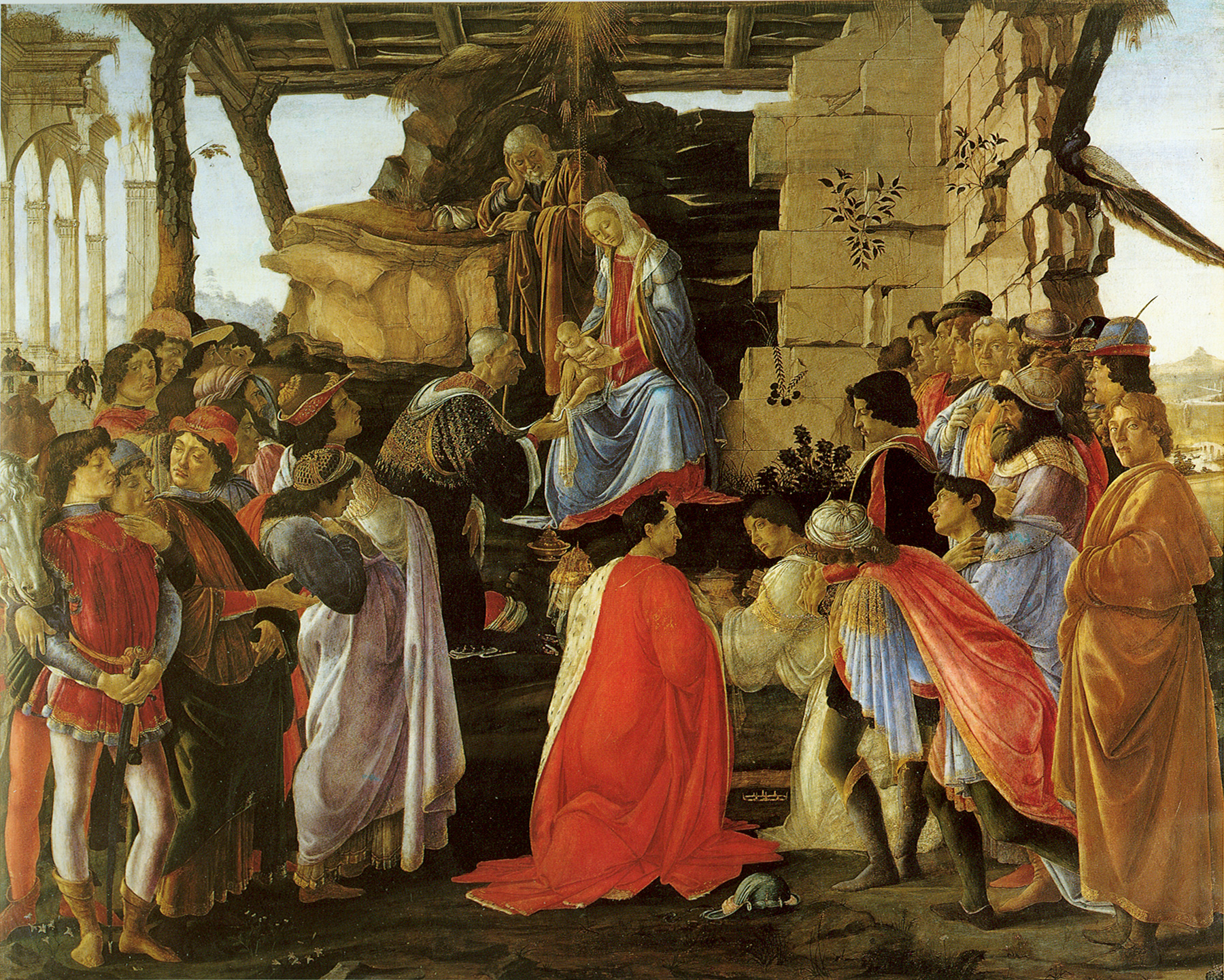
Sandro Botticelli Adoration of the Magi, 111 × 134 cm.
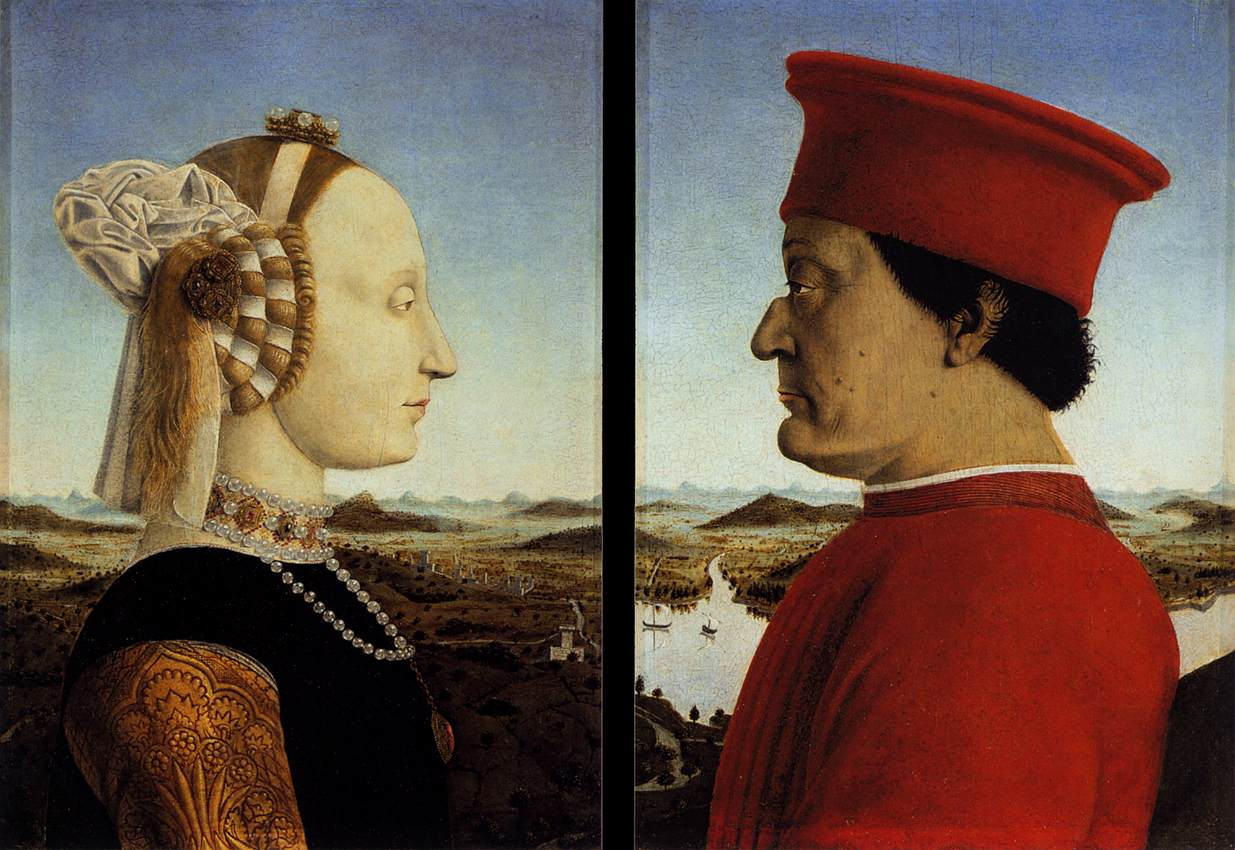
Piero della Francesca Dukes of Urbino, 47 × 66 cm.
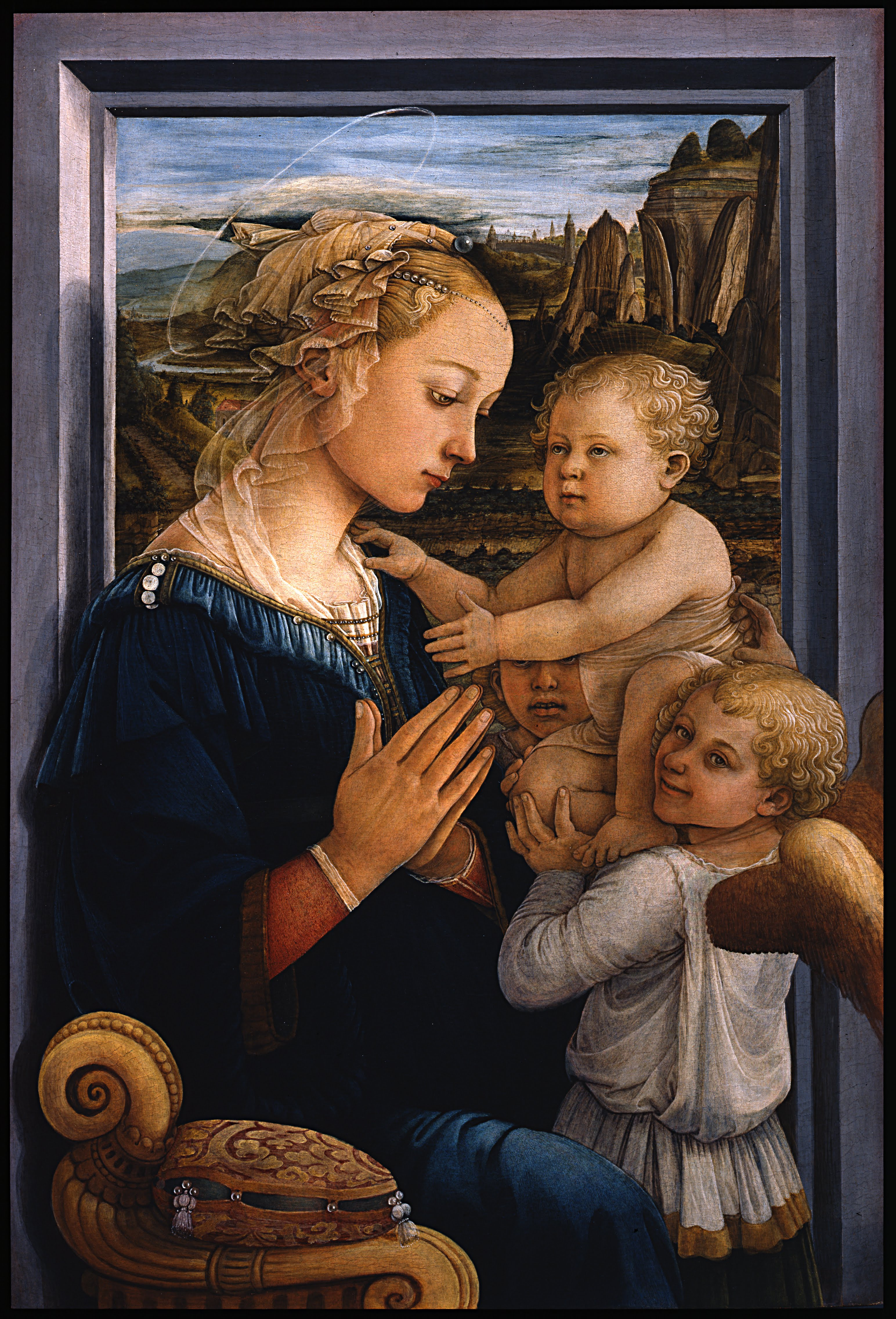
Filippo Lippi Madonna and Child with Angel, 95 × 64 cm.
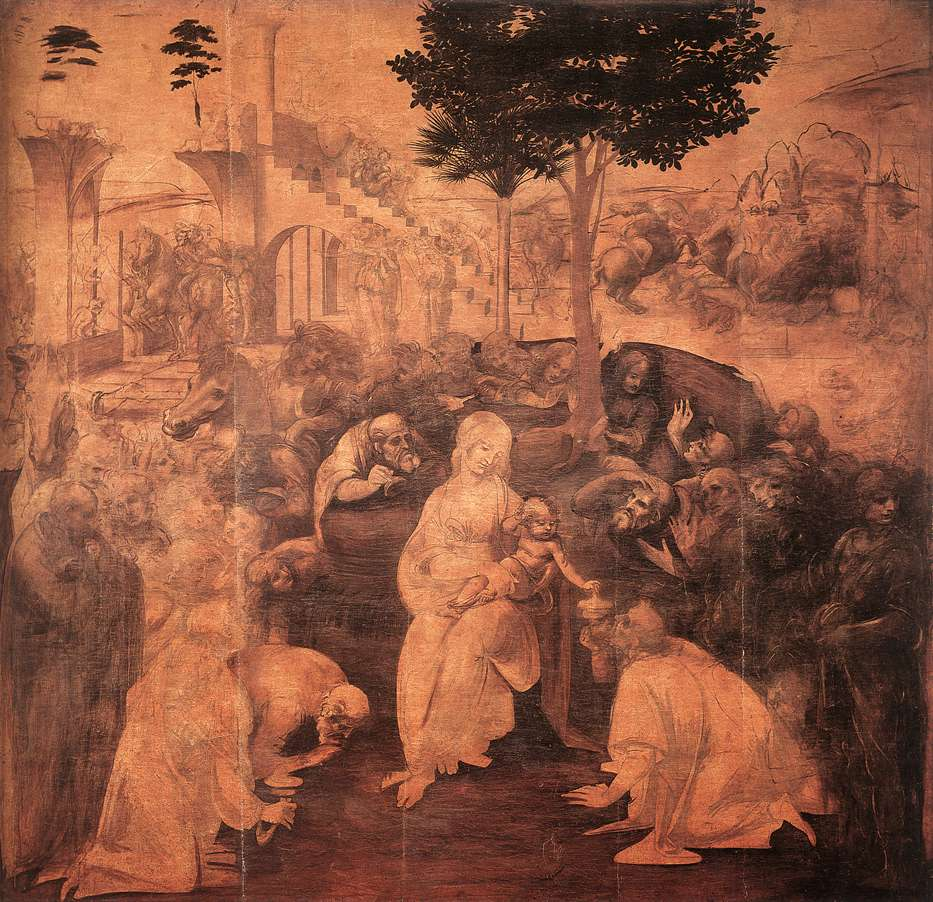
Leonardo da Vinci Adoration of the Magi, 243 × 246 cm.
Leonardo da Vinci Annunciation, 98 × 217 cm.
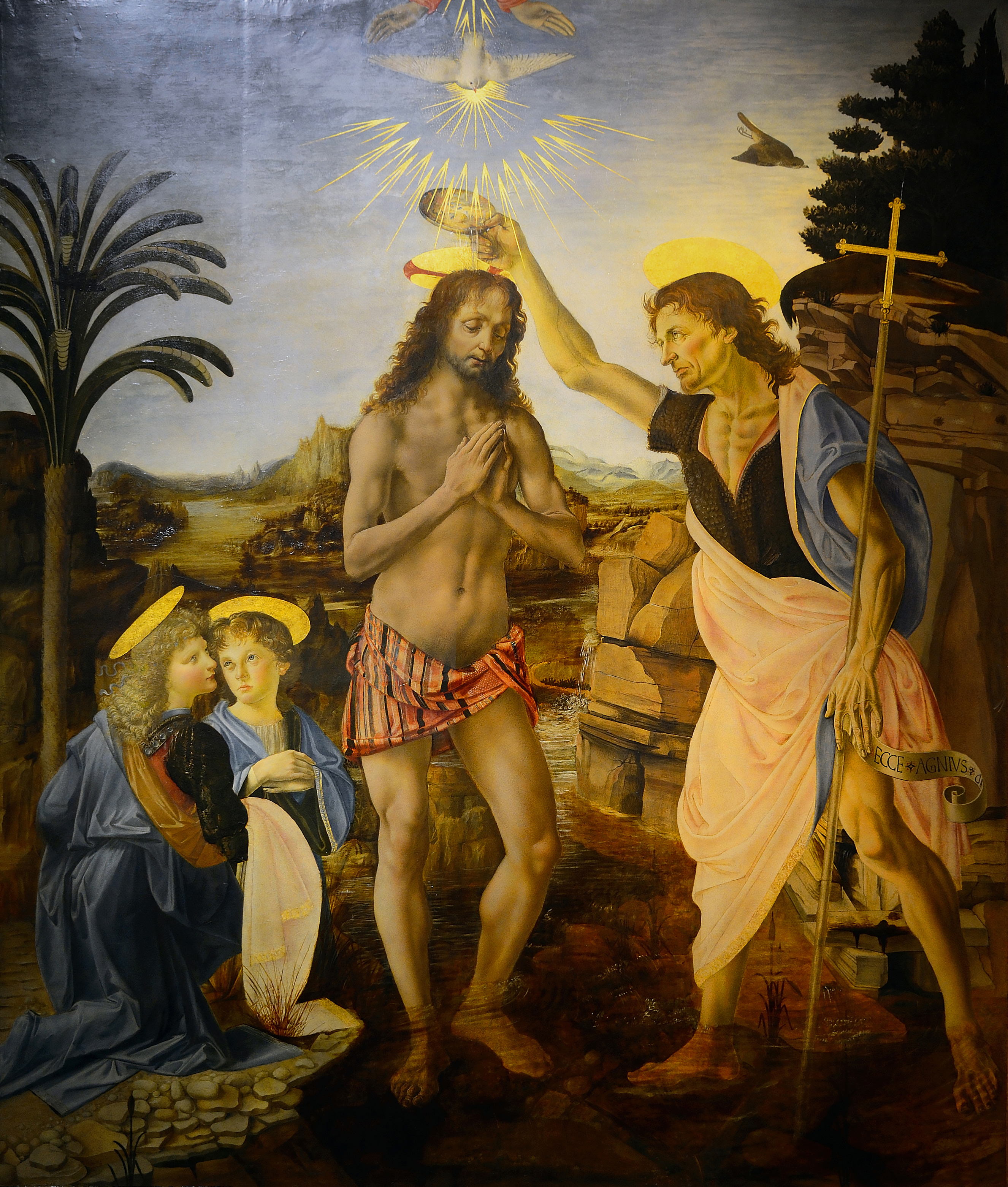
Verrocchio & Leonardo da Vinci Baptism of Christ, 177 × 151 cm.
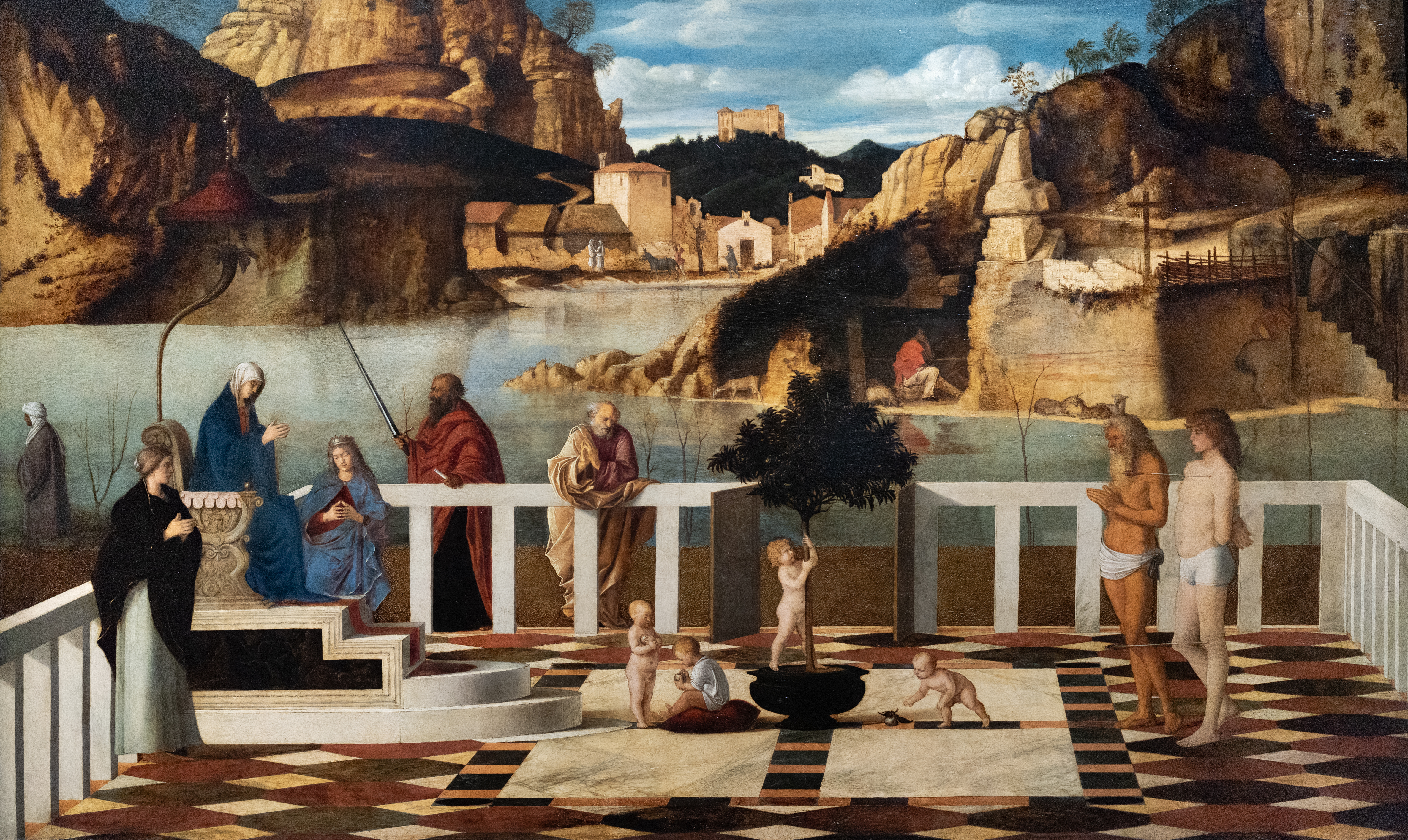
Giovanni Bellini Sacred Allegory, 73 × 119 cm.
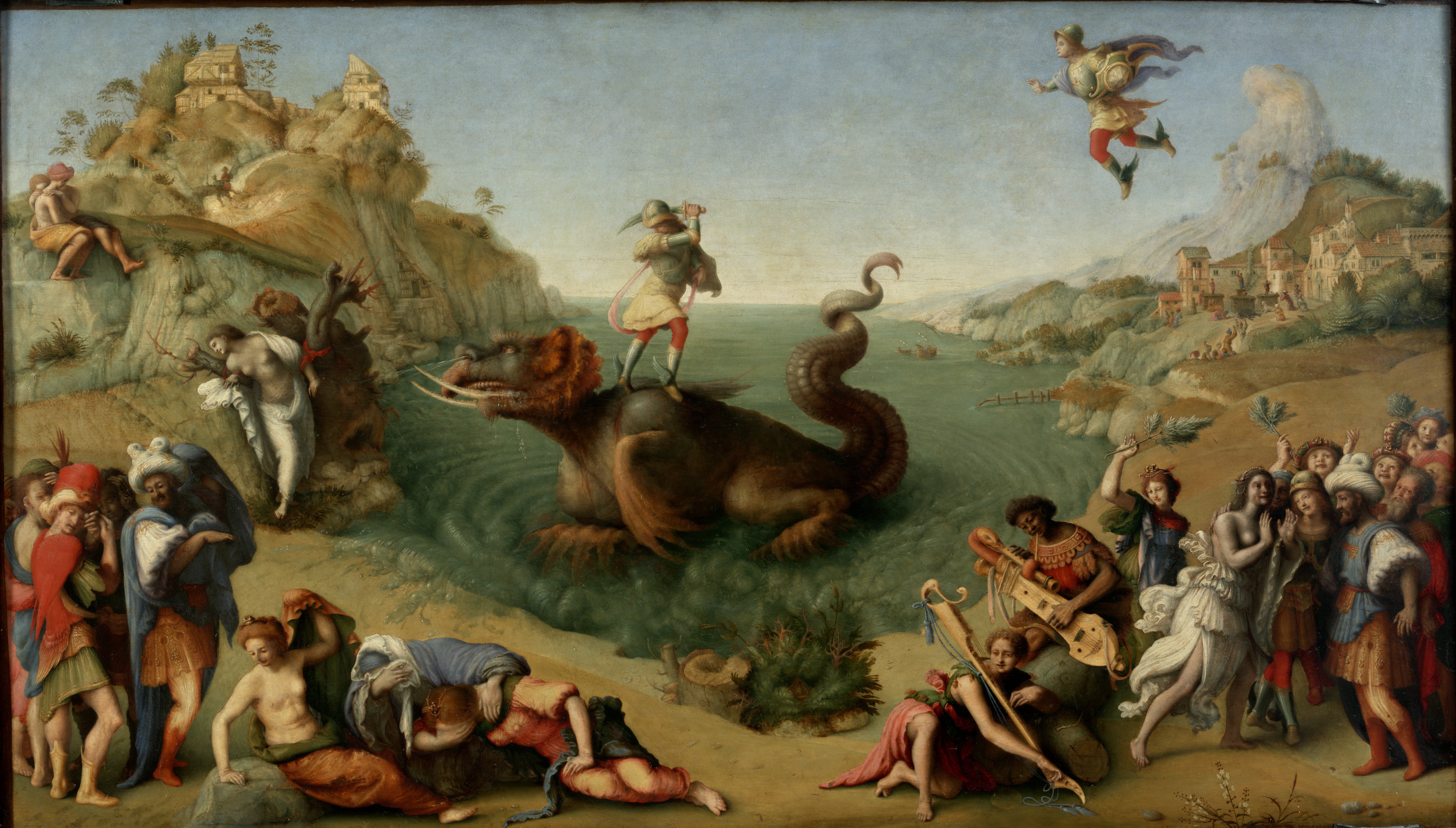
Piero di Cosimo Perseus Freeing Andromeda, 70 × 123 cm
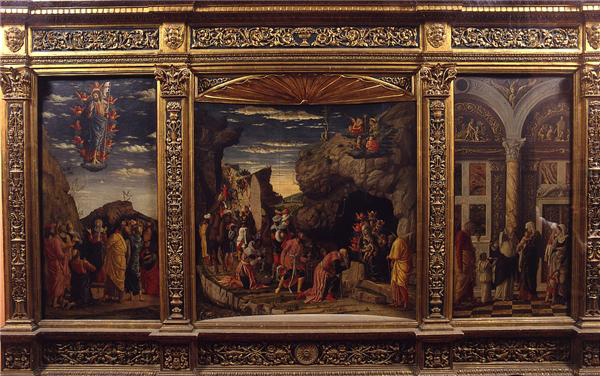
Andrea Mantegna Adoration of the Magi, 86 × 162 cm.
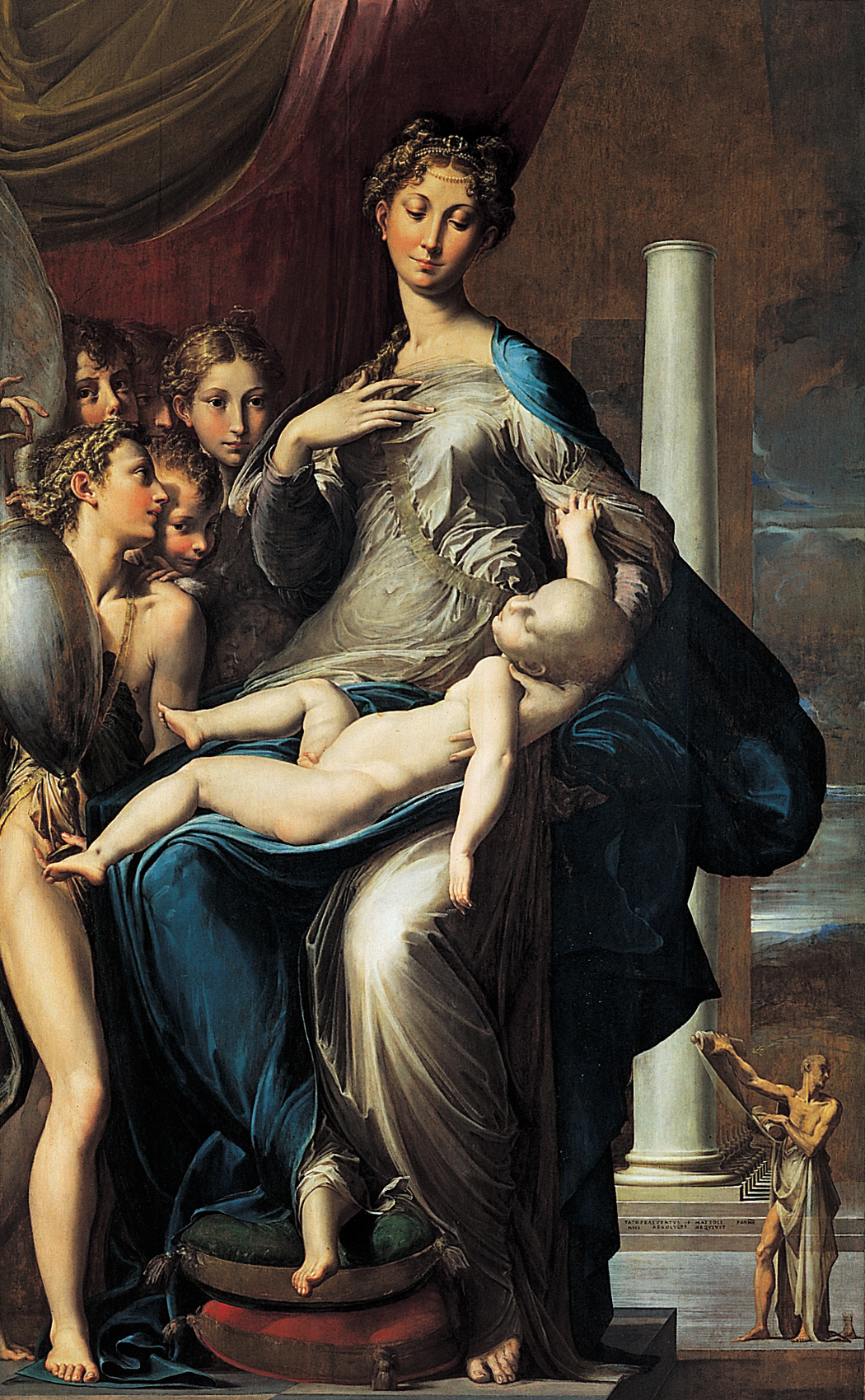
Parmigianino Madonna of Long Neck, 216 × 132 cm.
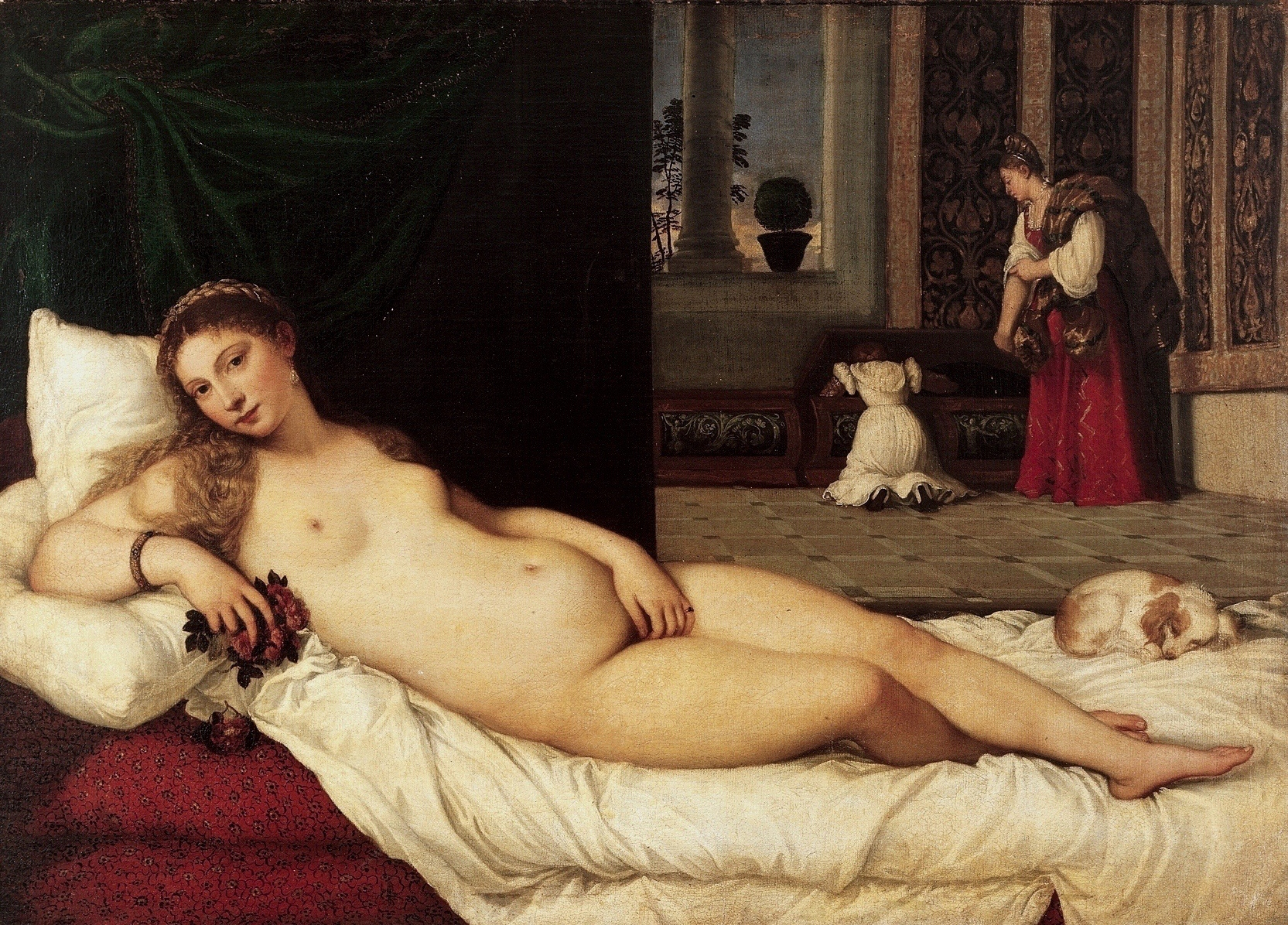
Titian Venus of Urbino, 119 × 165 cm.
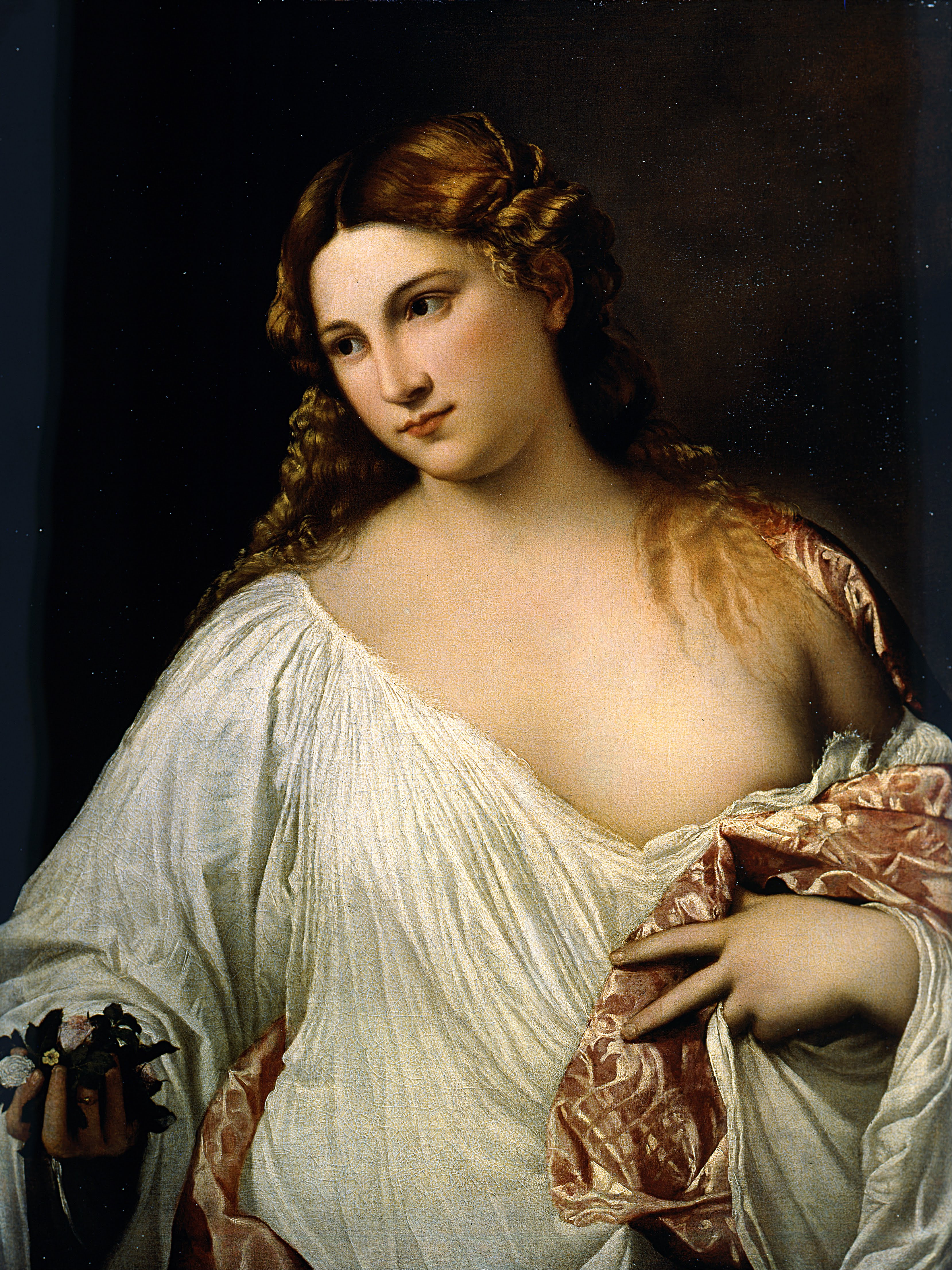
Titian Flora, 80 × 64 cm.
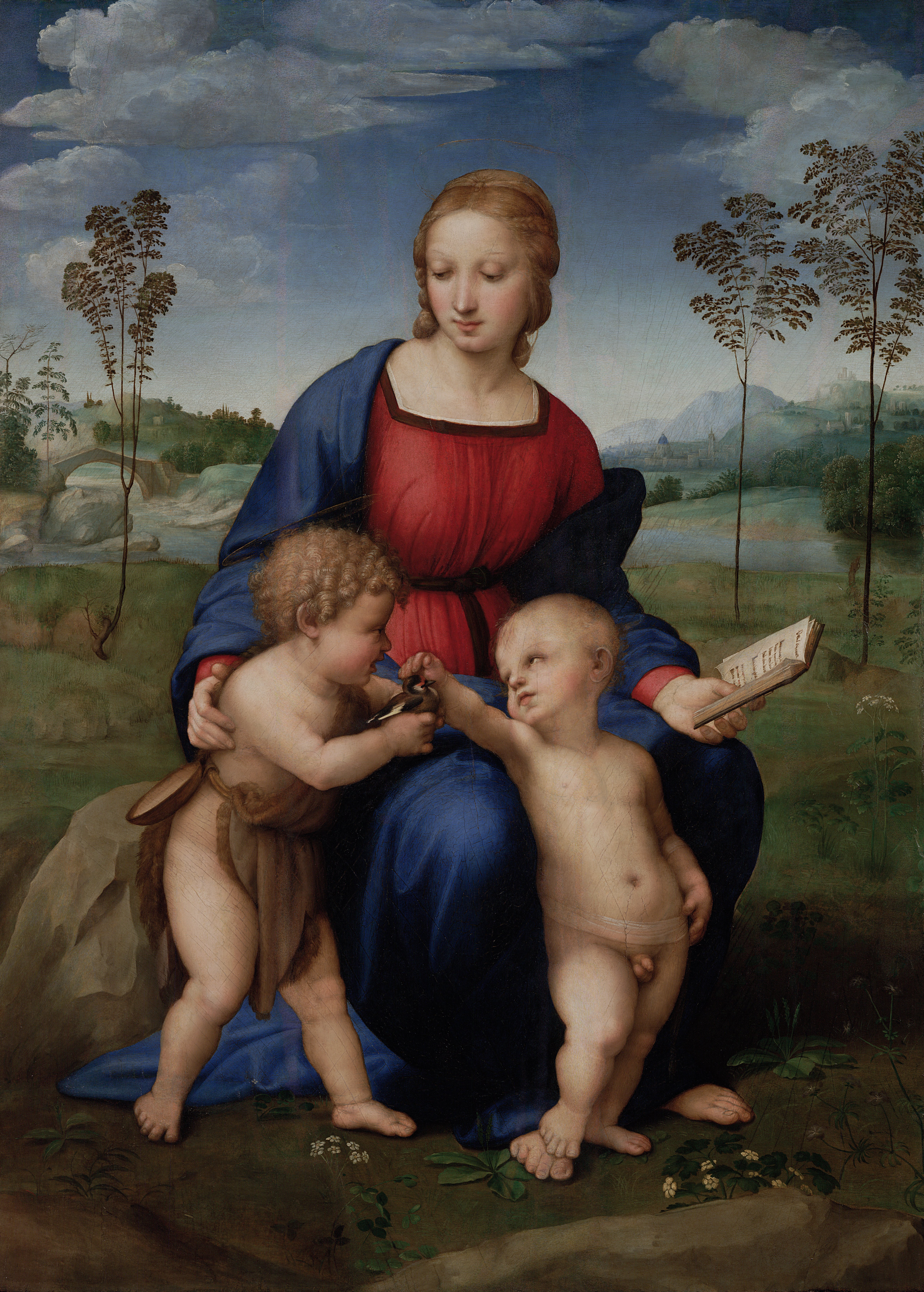
Raphael Madonna of the Goldfinch, 107 × 77 cm.
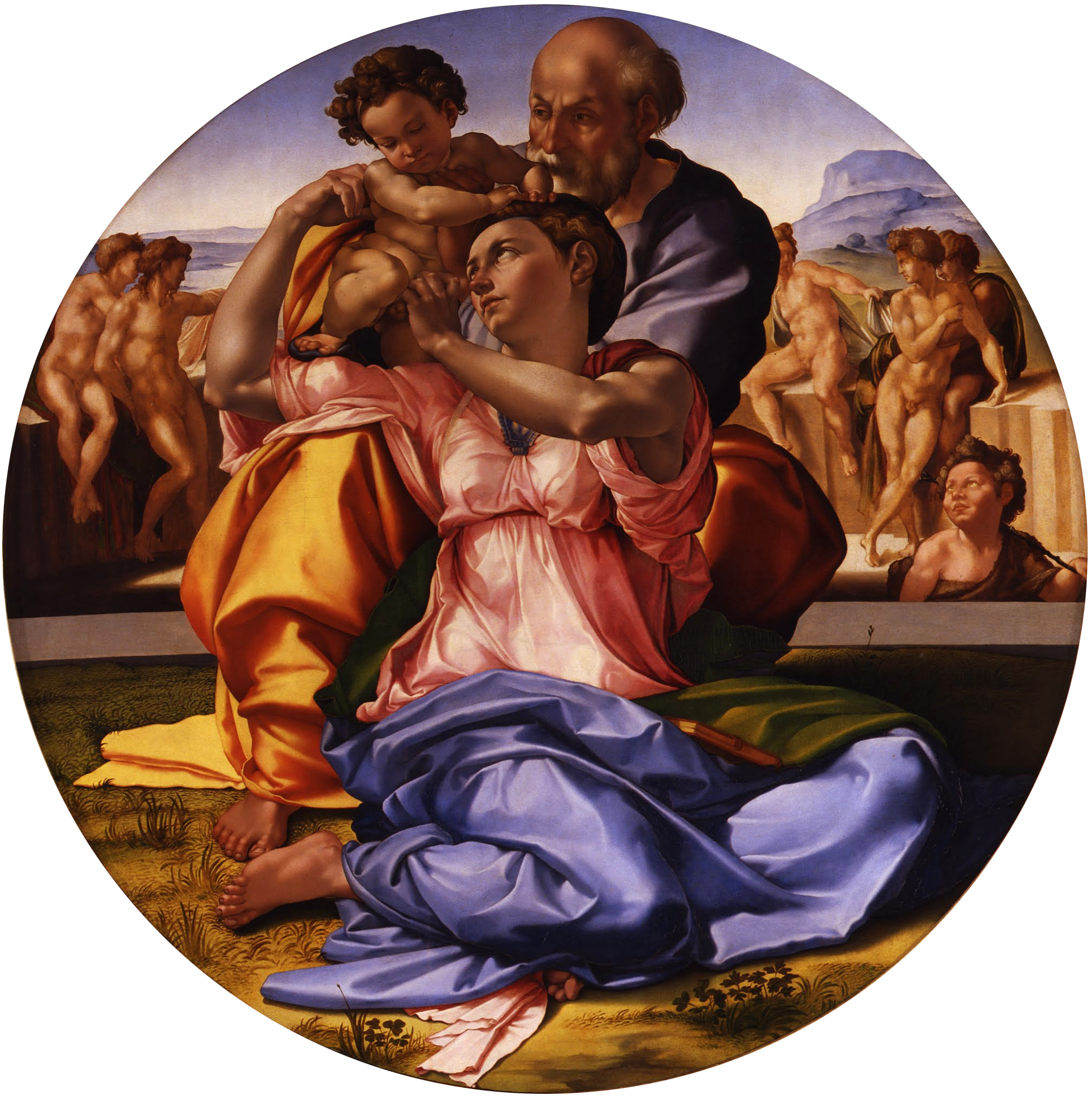
Michelangelo Doni Tondo, Diameter 120 cm.
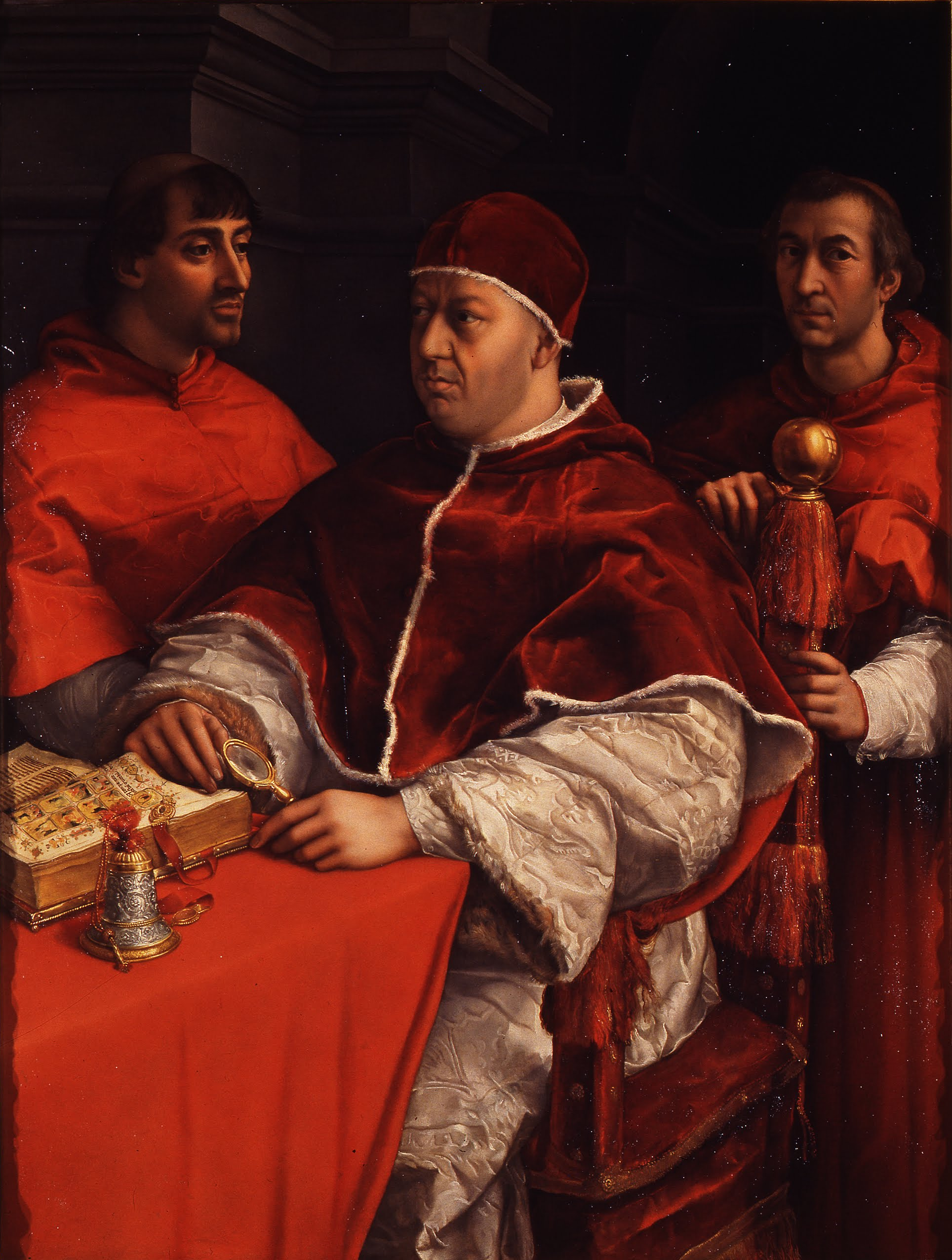
Raphael Pope Leo X and Family, 154 × 119 cm.
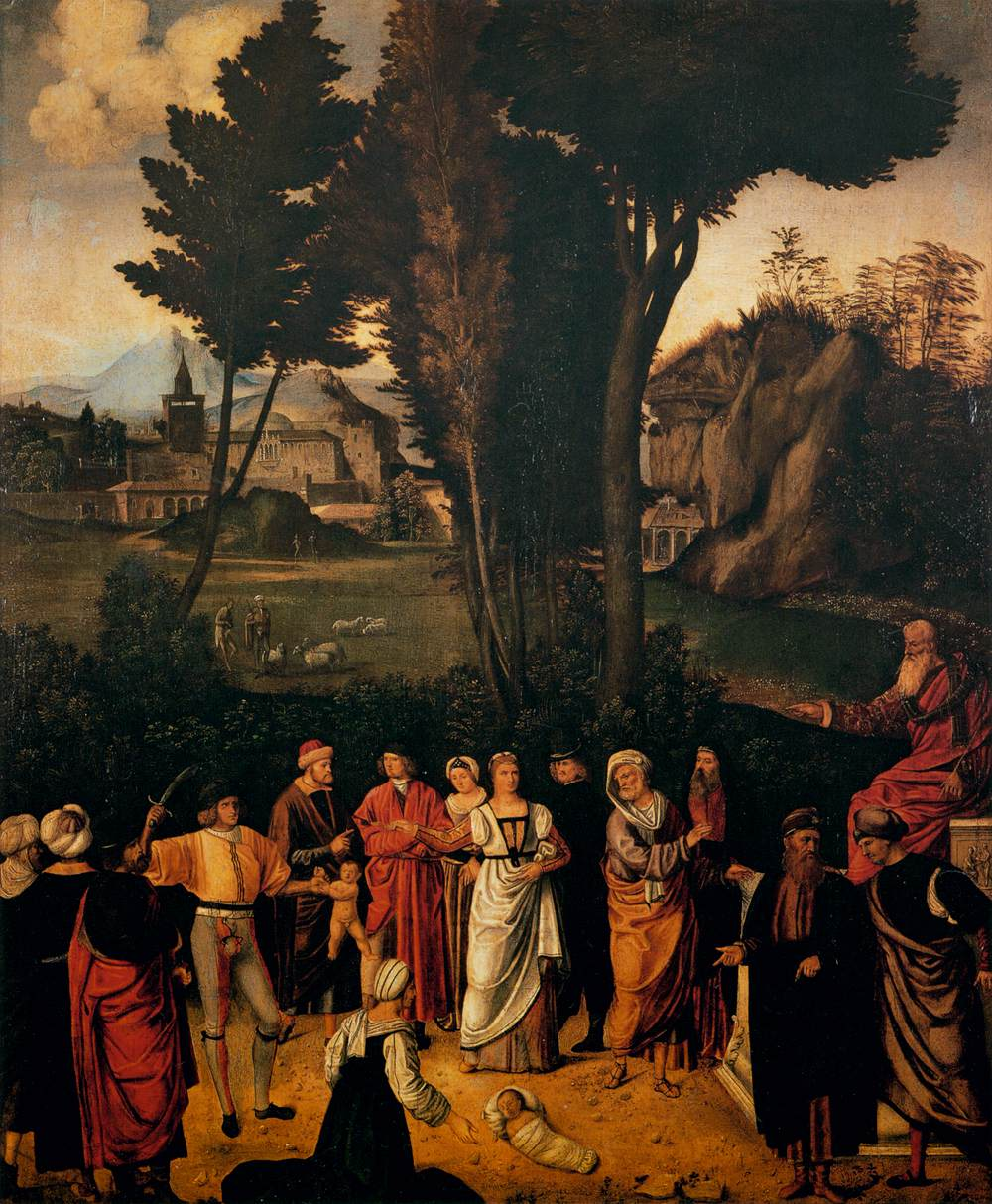
Giorgione Judgement of Solomon, 89 × 72 cm.
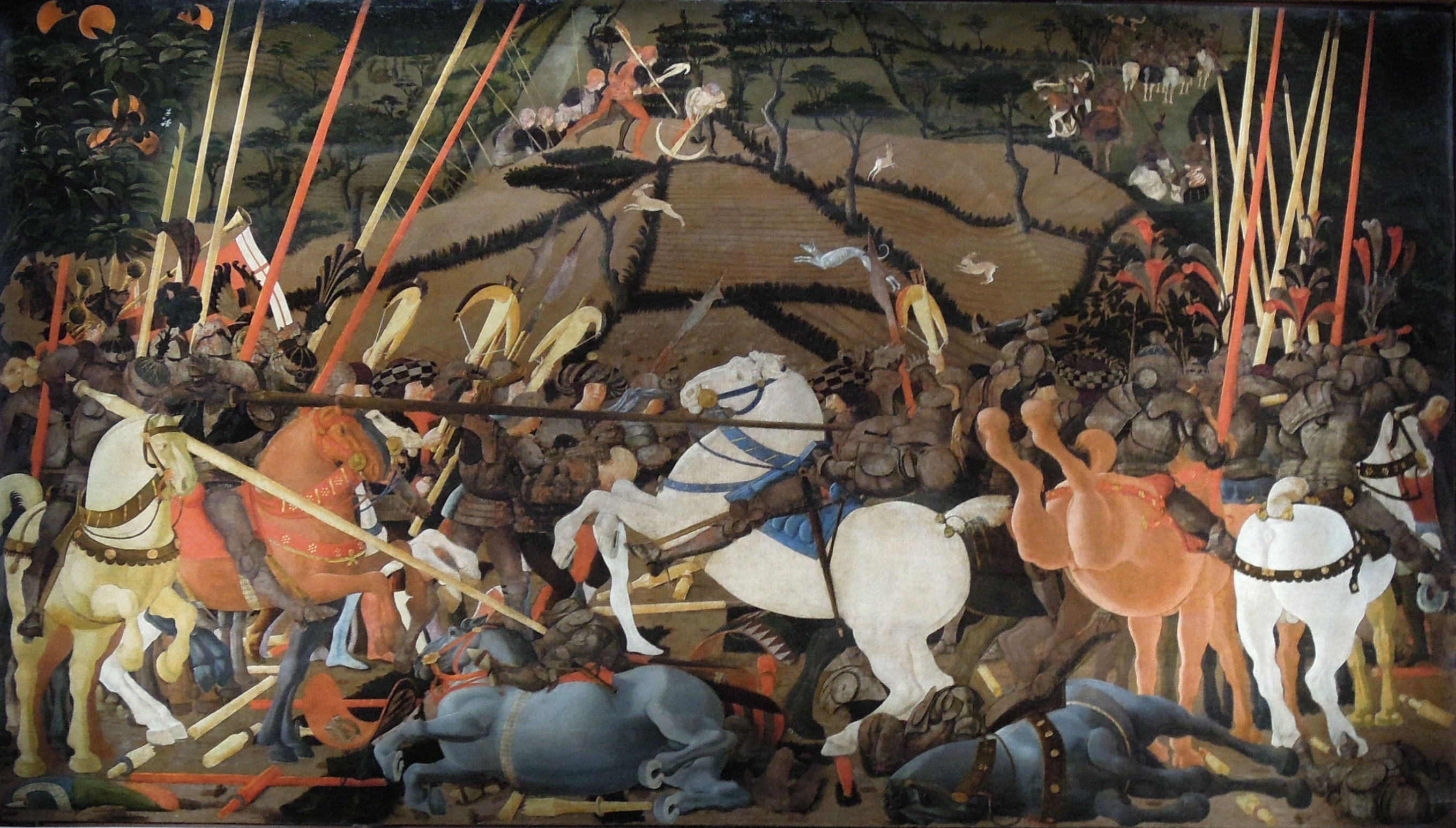
Paolo Uccello Battle of San Romano, 182 × 220 cm.
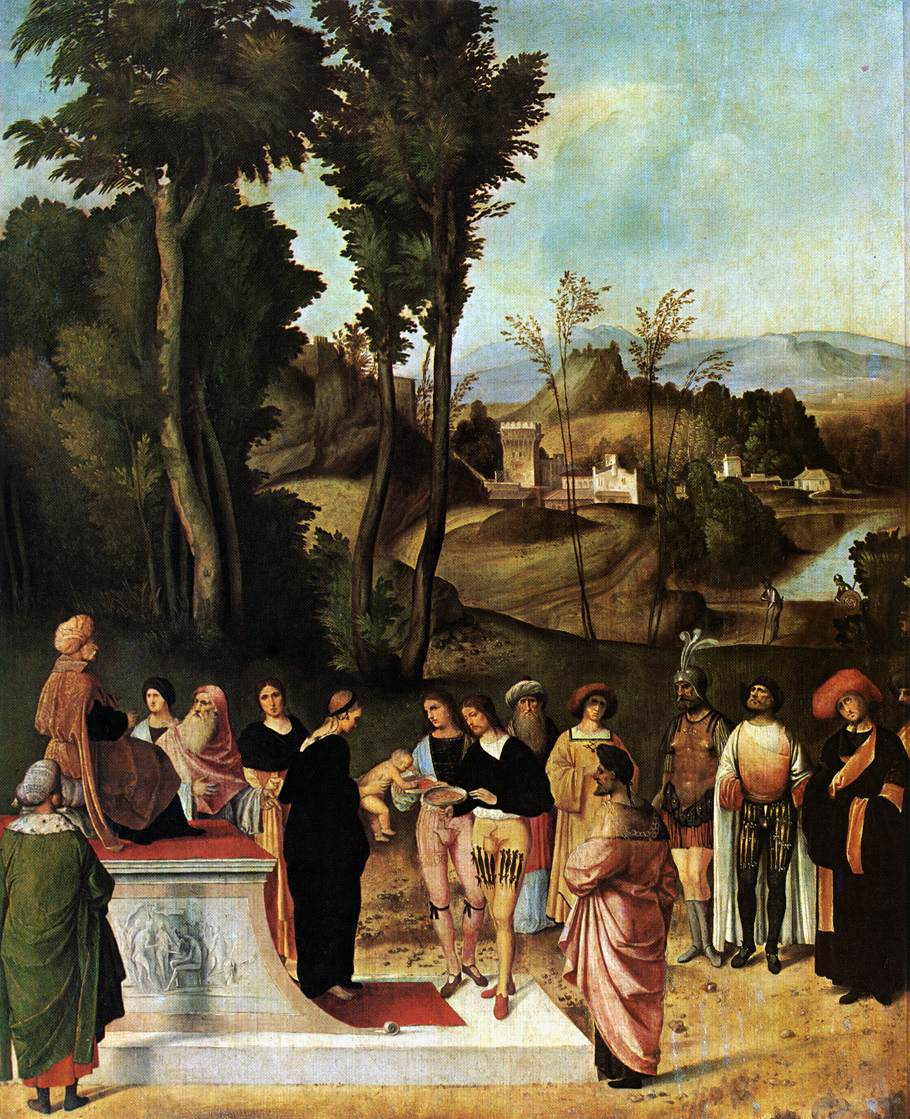
Giorgione Moses Trial, 89 × 72 cm.
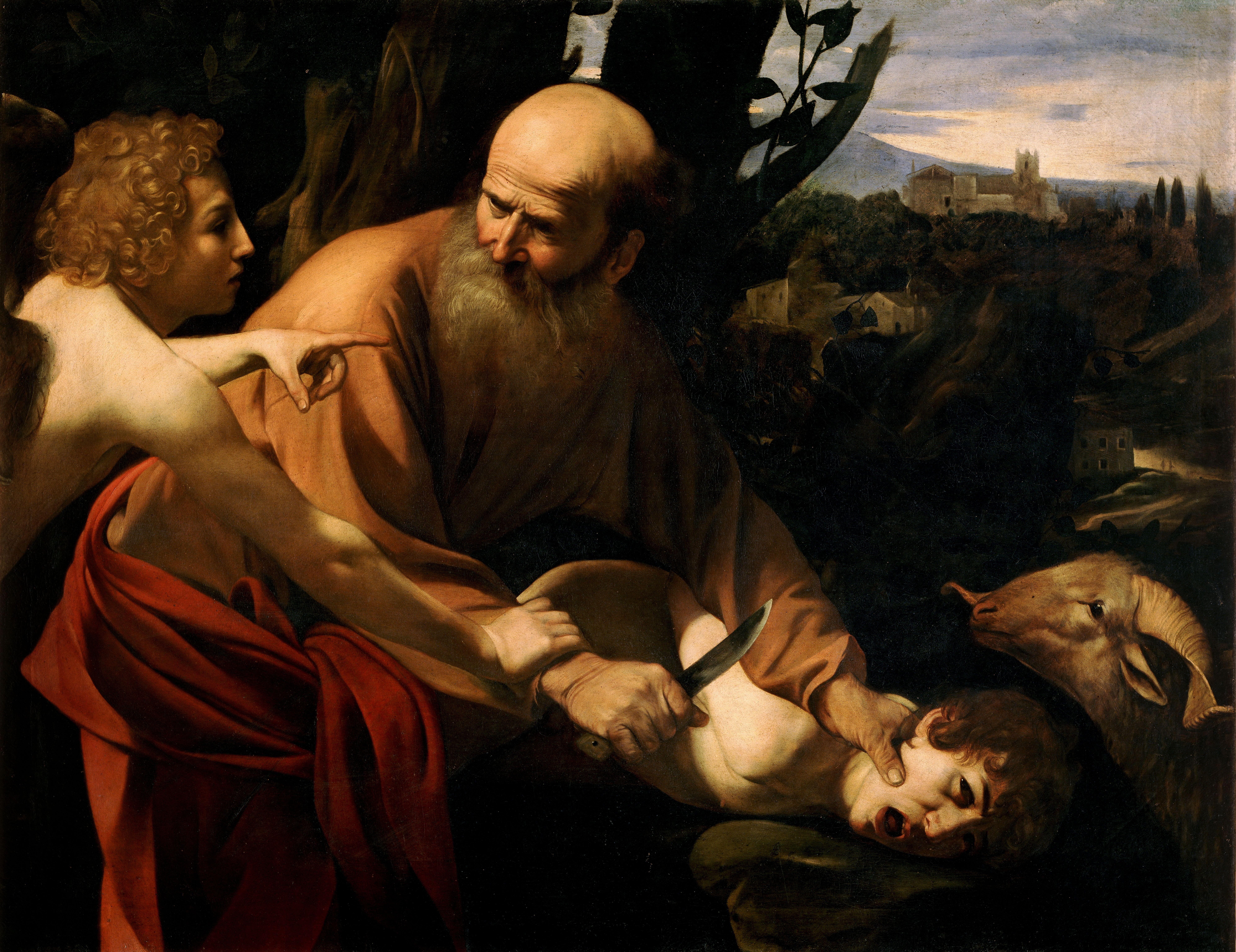
Caravaggio Sacrifice of Isaac, 104 × 135 cm
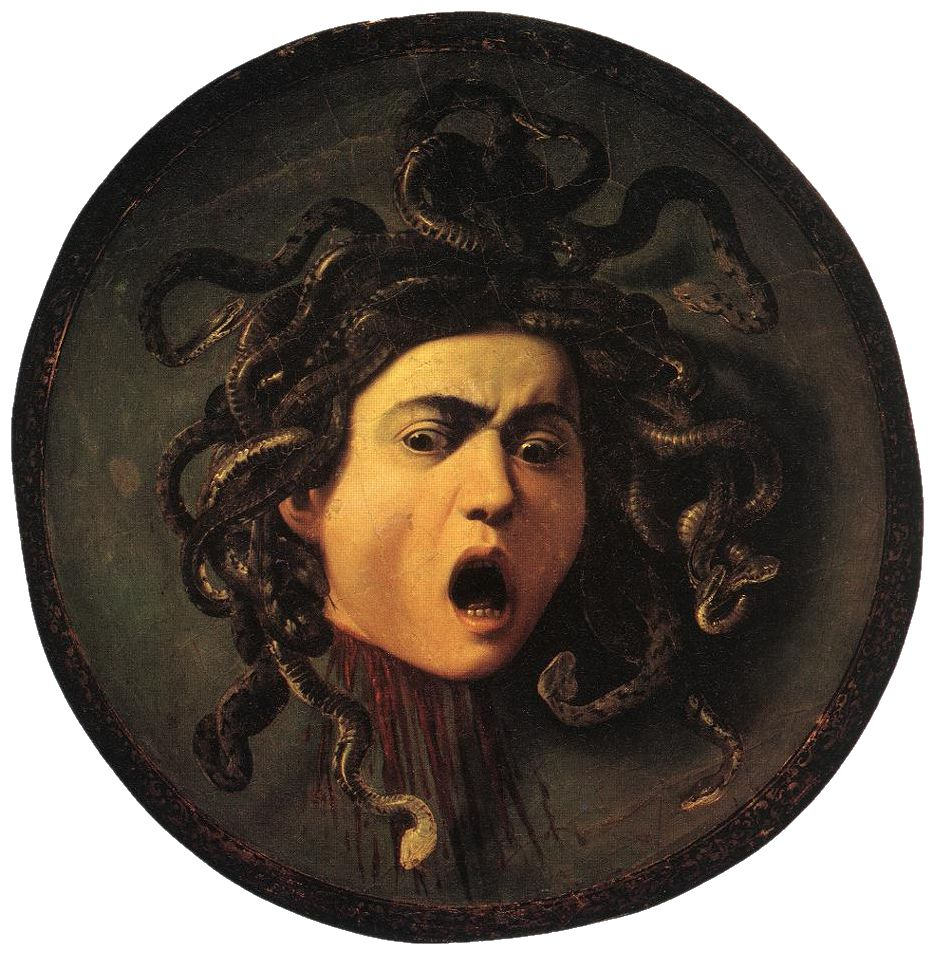
Caravaggio Medusa, Diameter 55 cm.
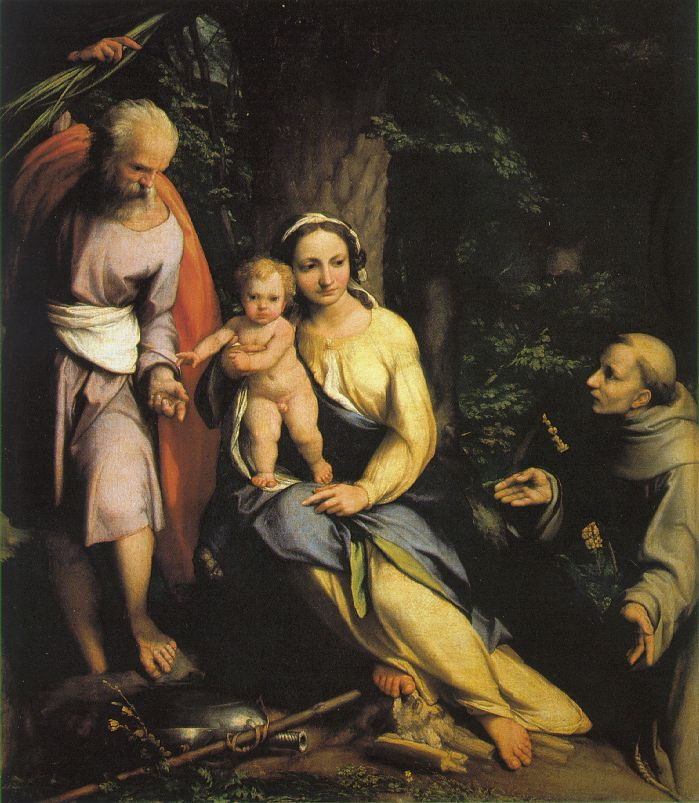
Correggio Rest on Flight to Egypt, 124 × 107 cm.
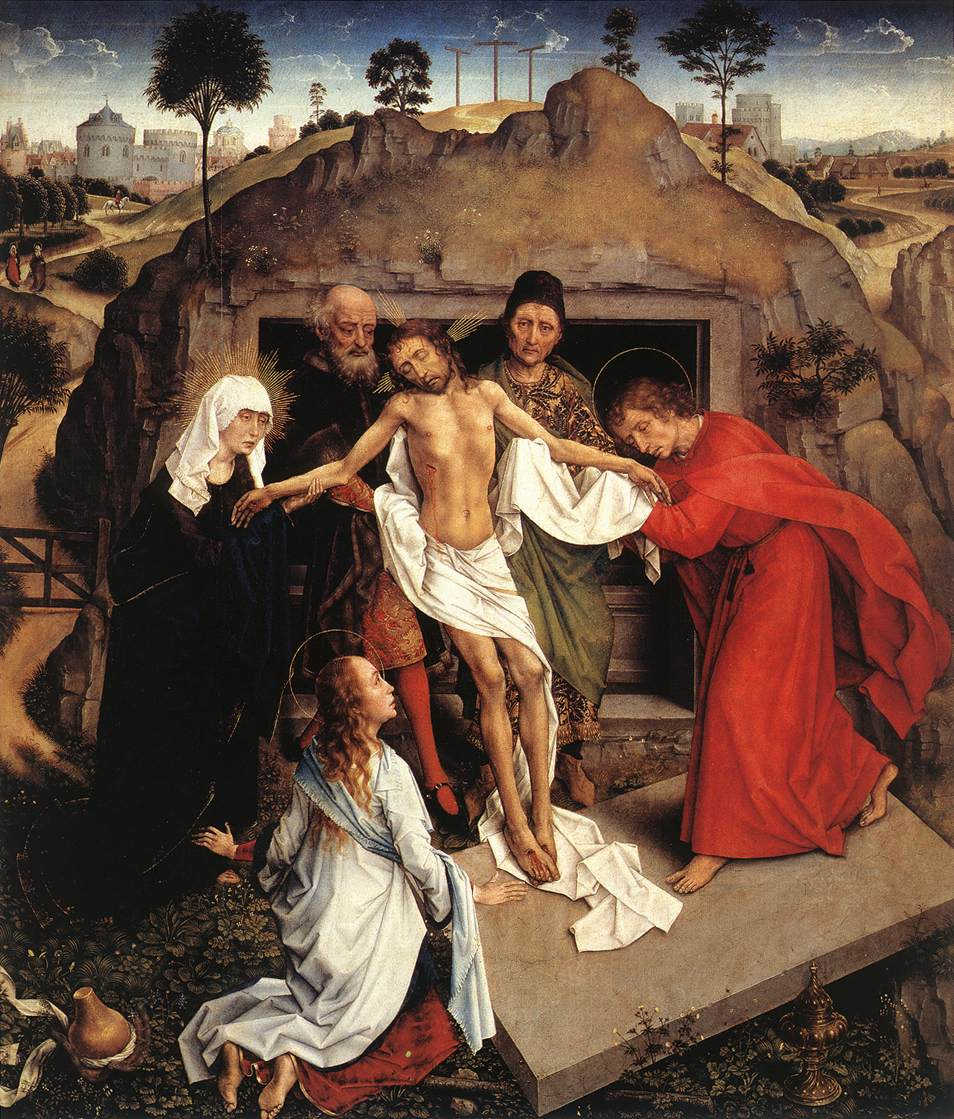
Rogier van der Weyden Lamentation of Christ, 96 × 110 cm.
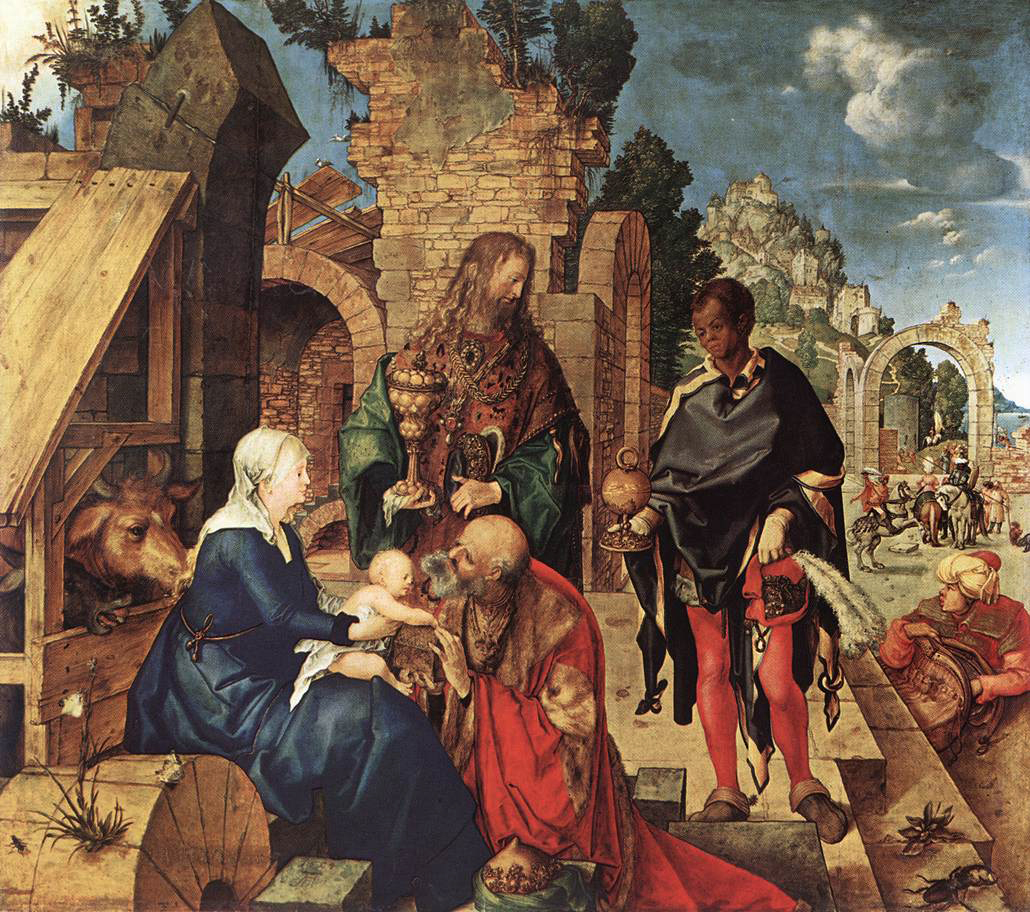
Albrecht Dürer Adoration of the Magi, 99 × 114 cm.
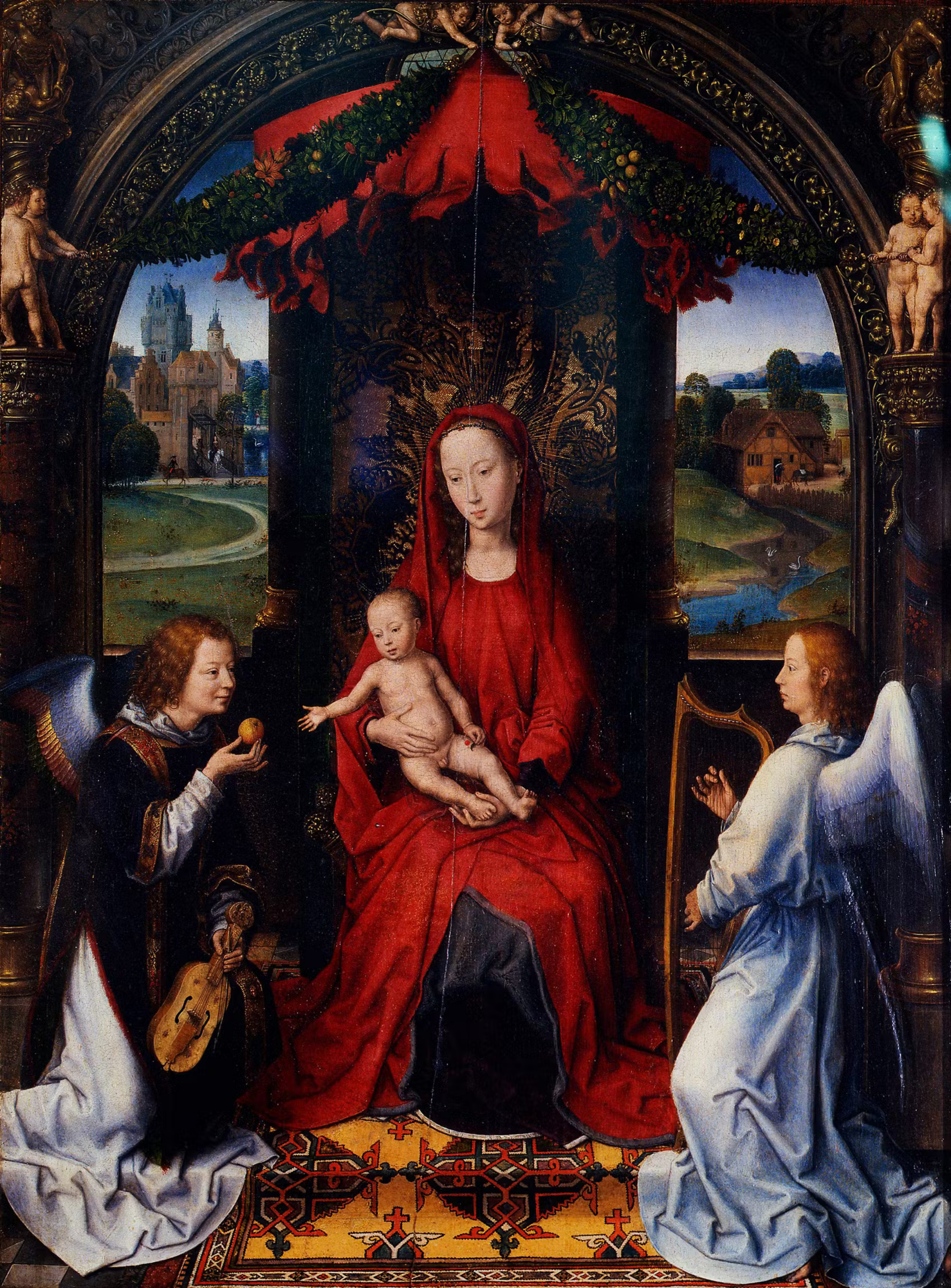
Hans Memling Madonna and Angels, 76 x60 cm.
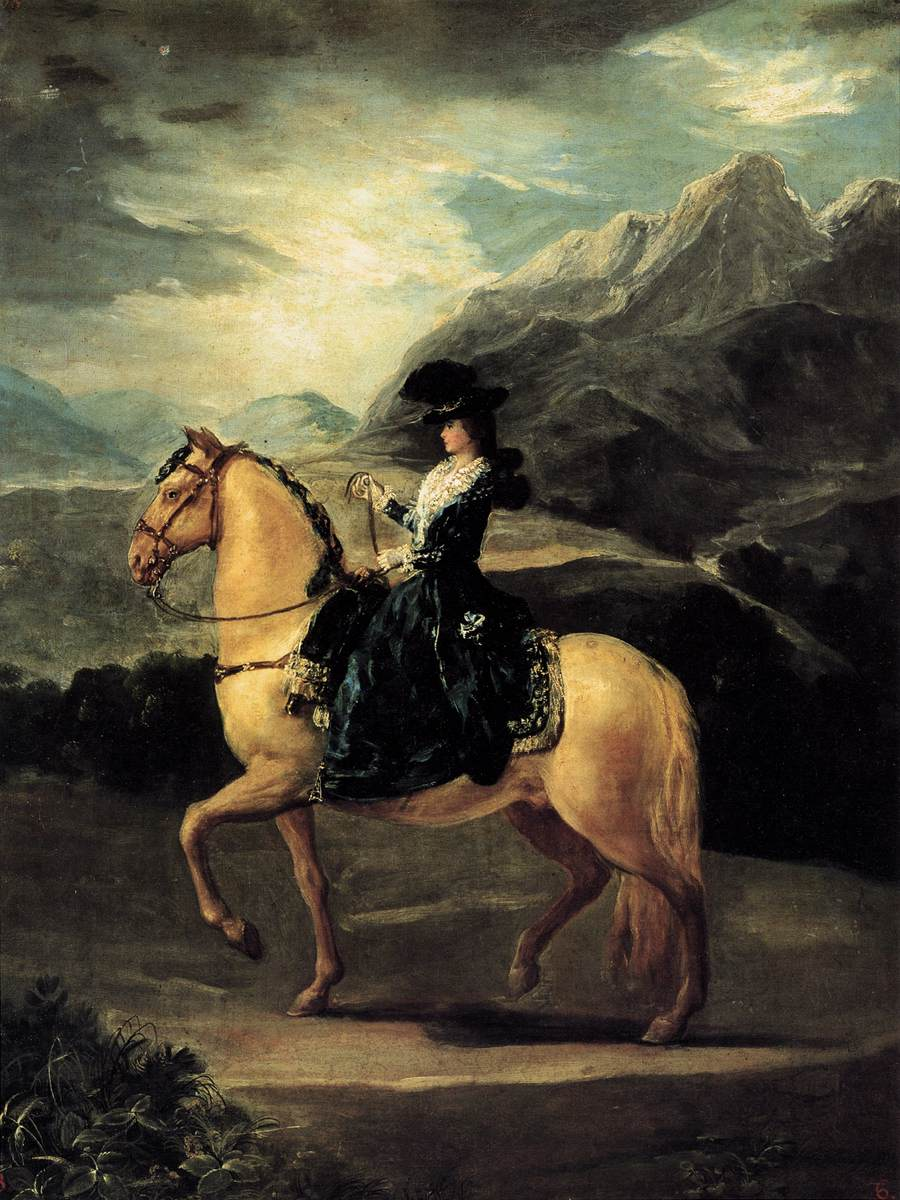
Francisco Goya Portrait of María Teresa, 83 × 62 cm.
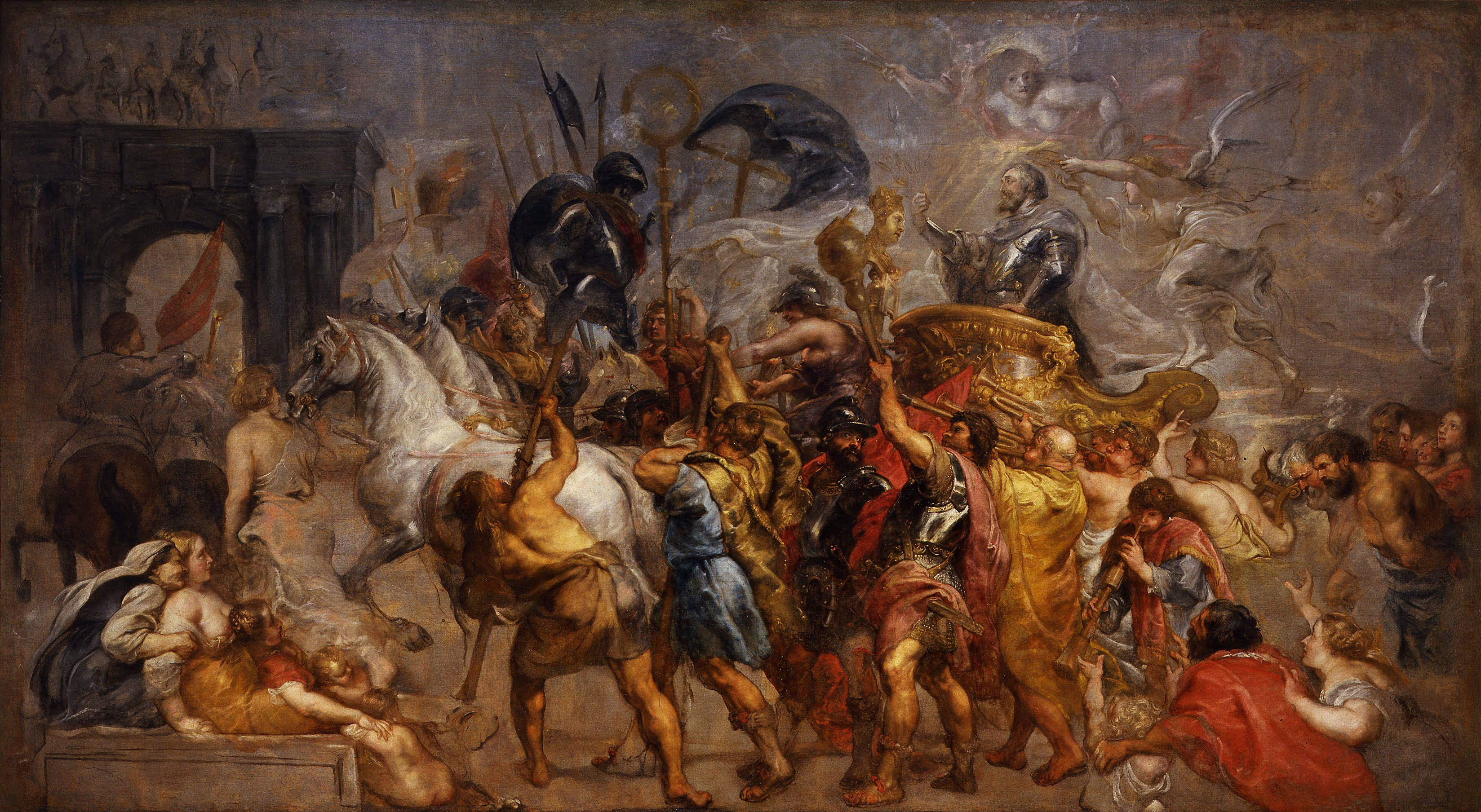
Pieter Paul Rubens Triumph of Henry IV in Paris, 380 × 692 cm.
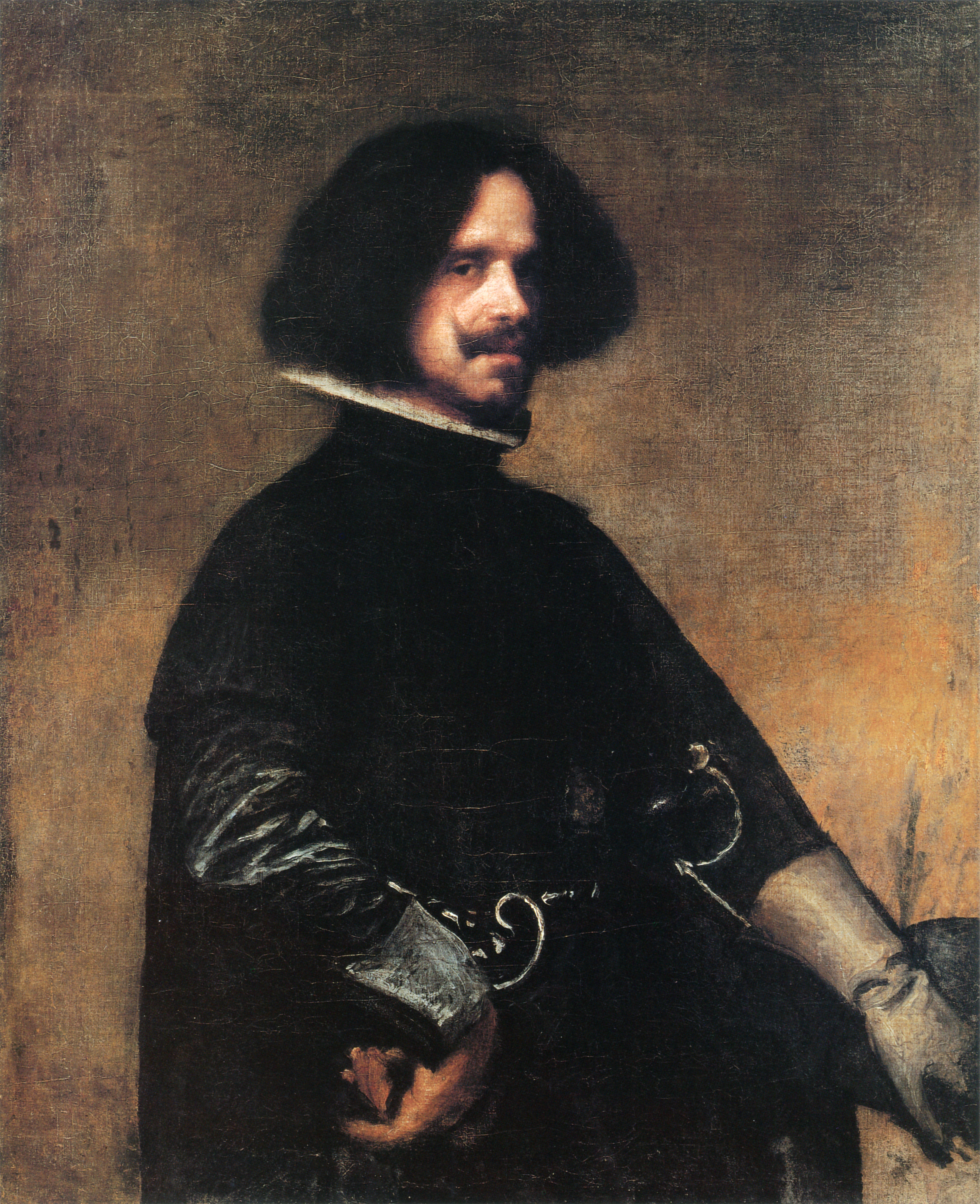
Diego Velázquez Self Portrait, 104 × 83 cm.
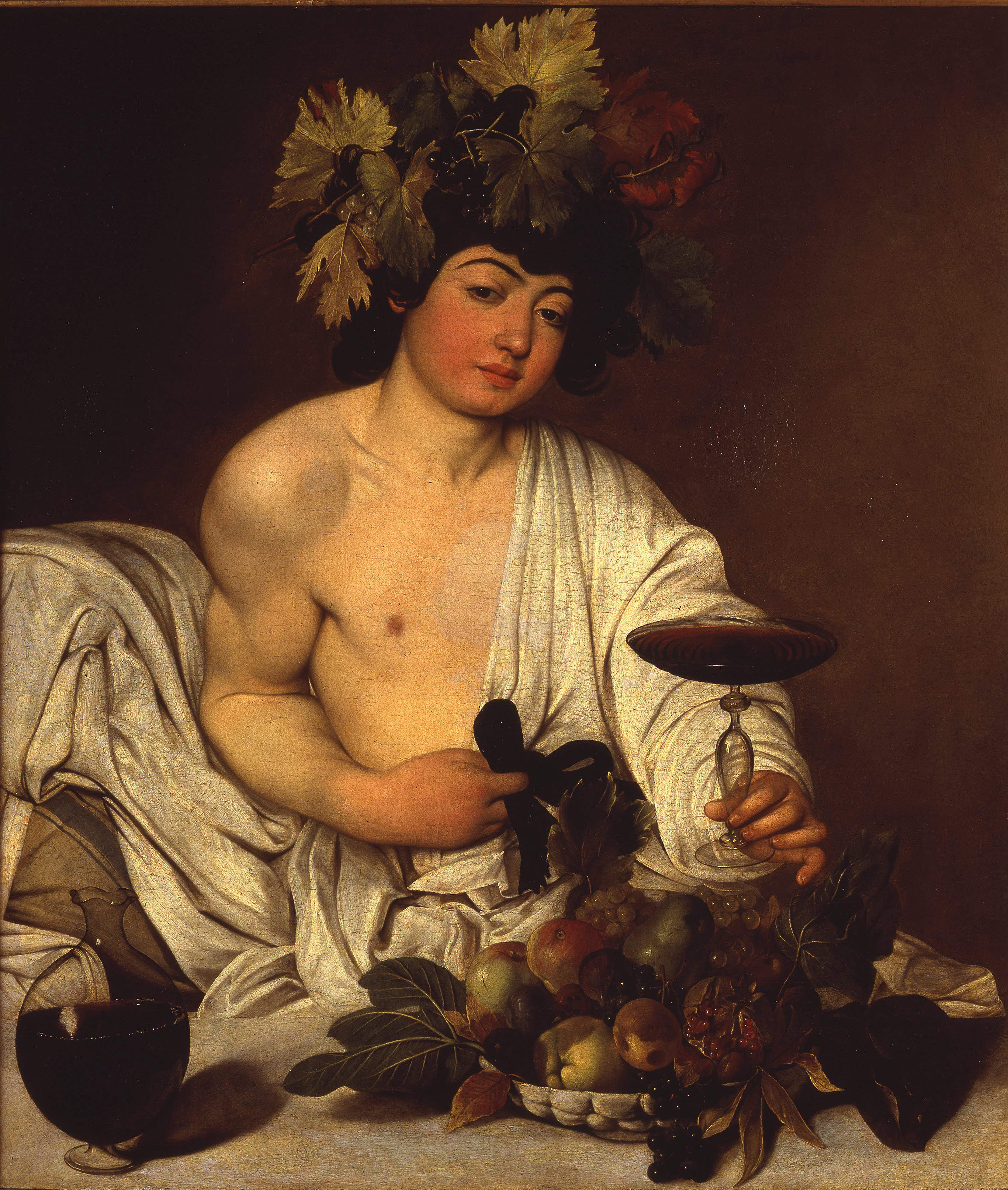
Caravaggio Young Bacchus, 95 × 85 cm.
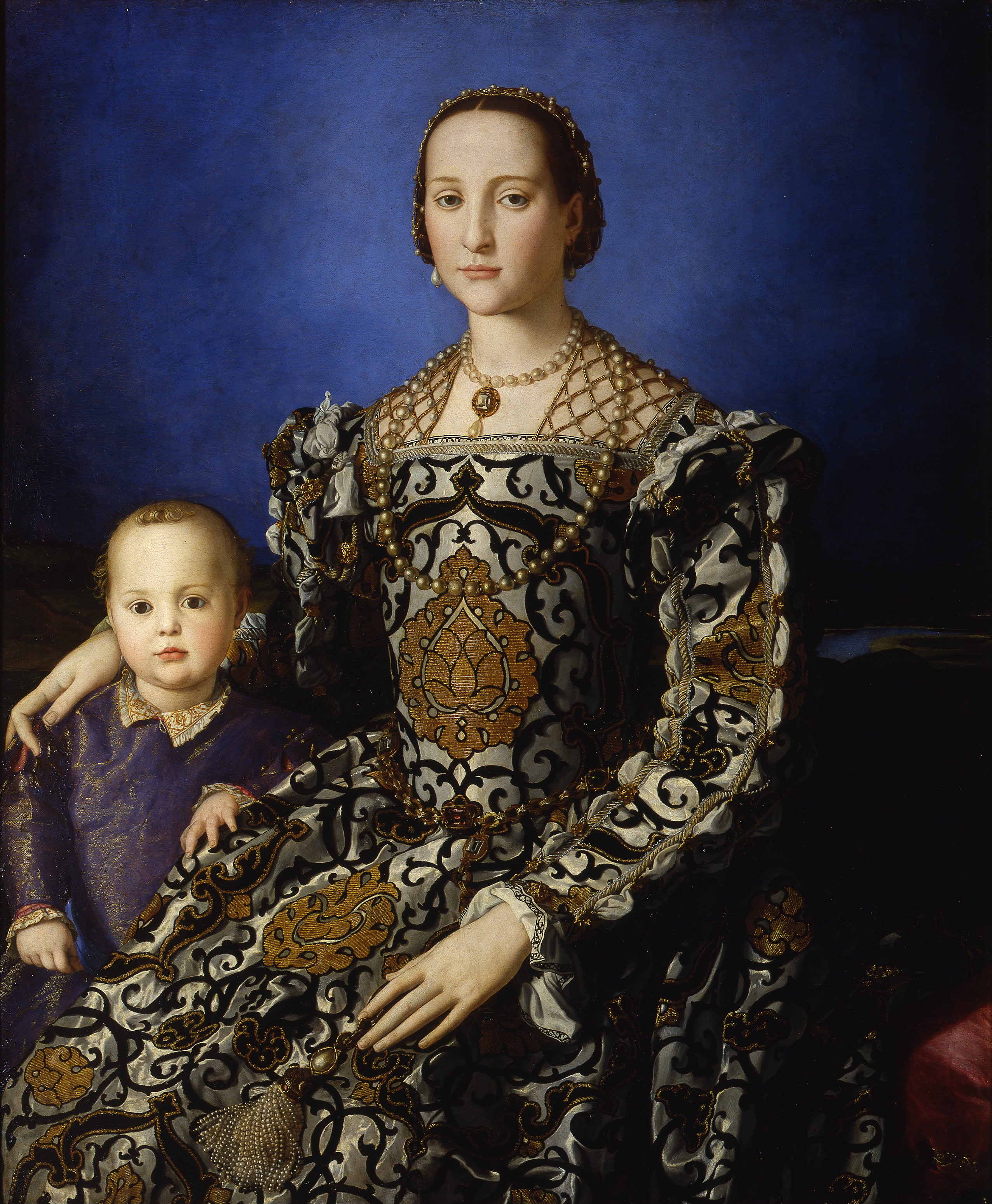
Agnolo Bronzino Portrait of Eleanor of Toledo, 115 × 96 cm.
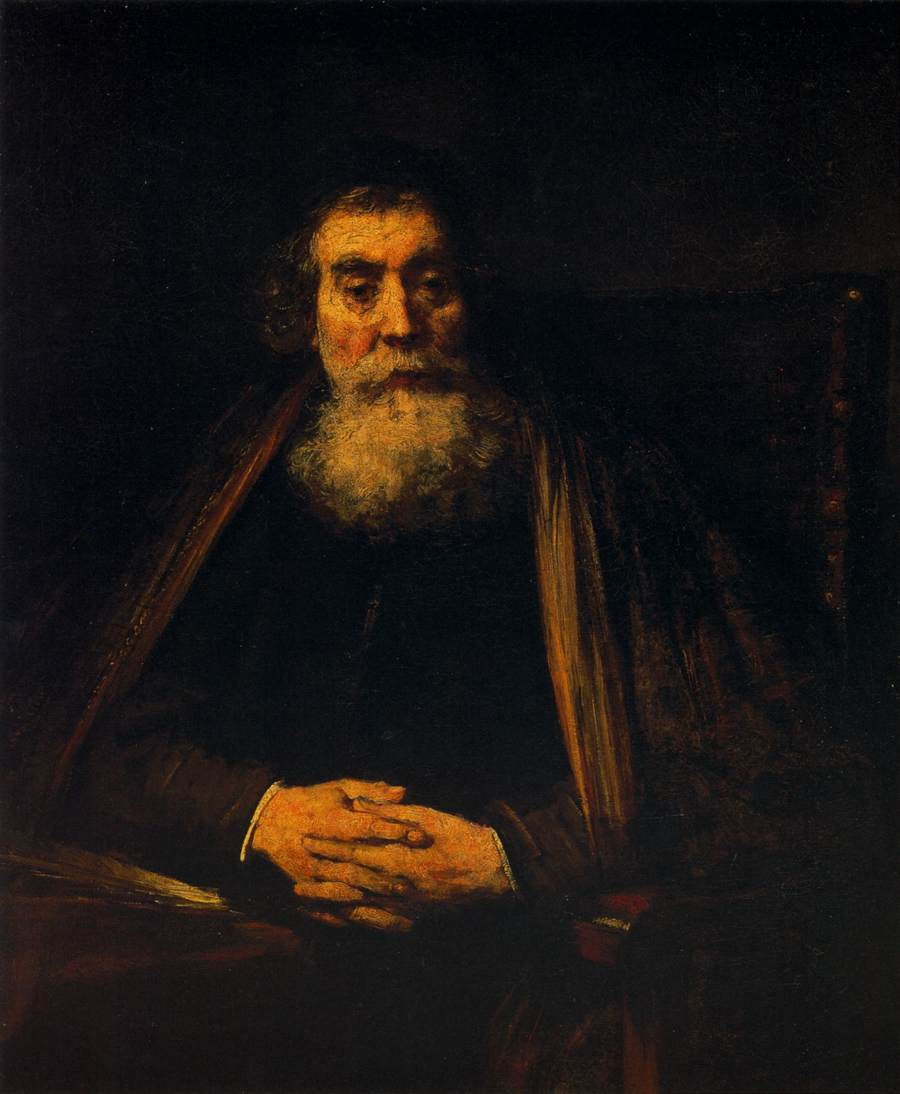
Rembrandt Portrait of an Old Man, possibly a depiction of John Amos Comenius, 102 × 83 cm.
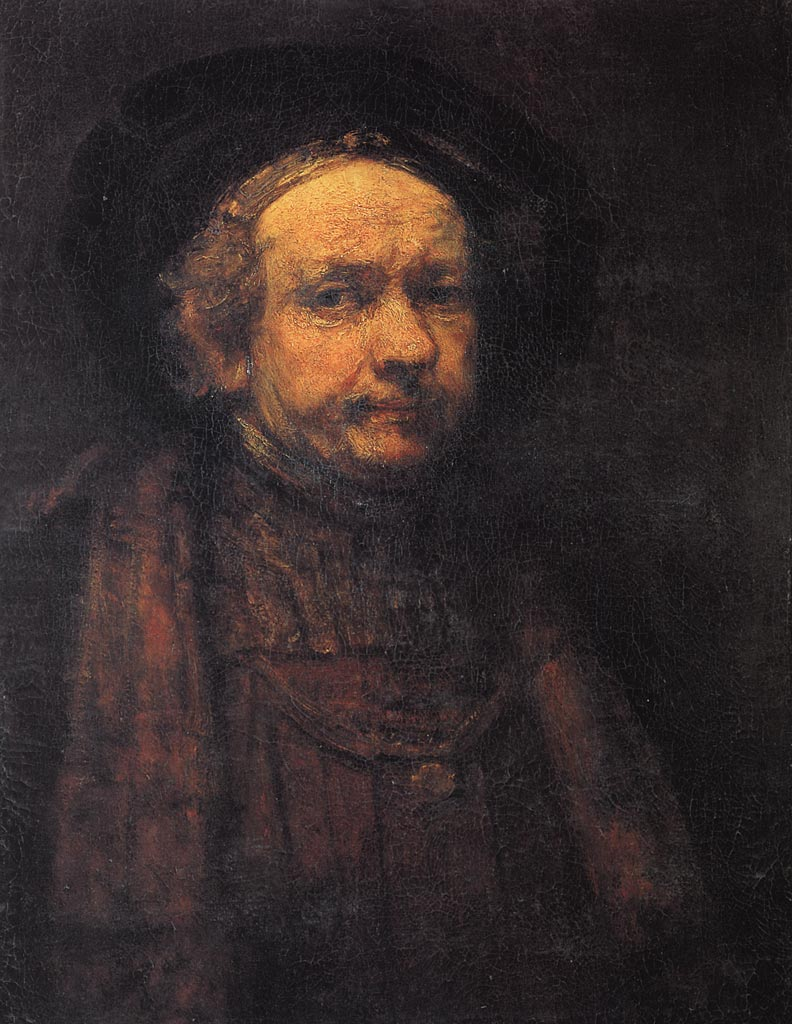
Rembrandt Self-Portrait, 74 × 55 cm.
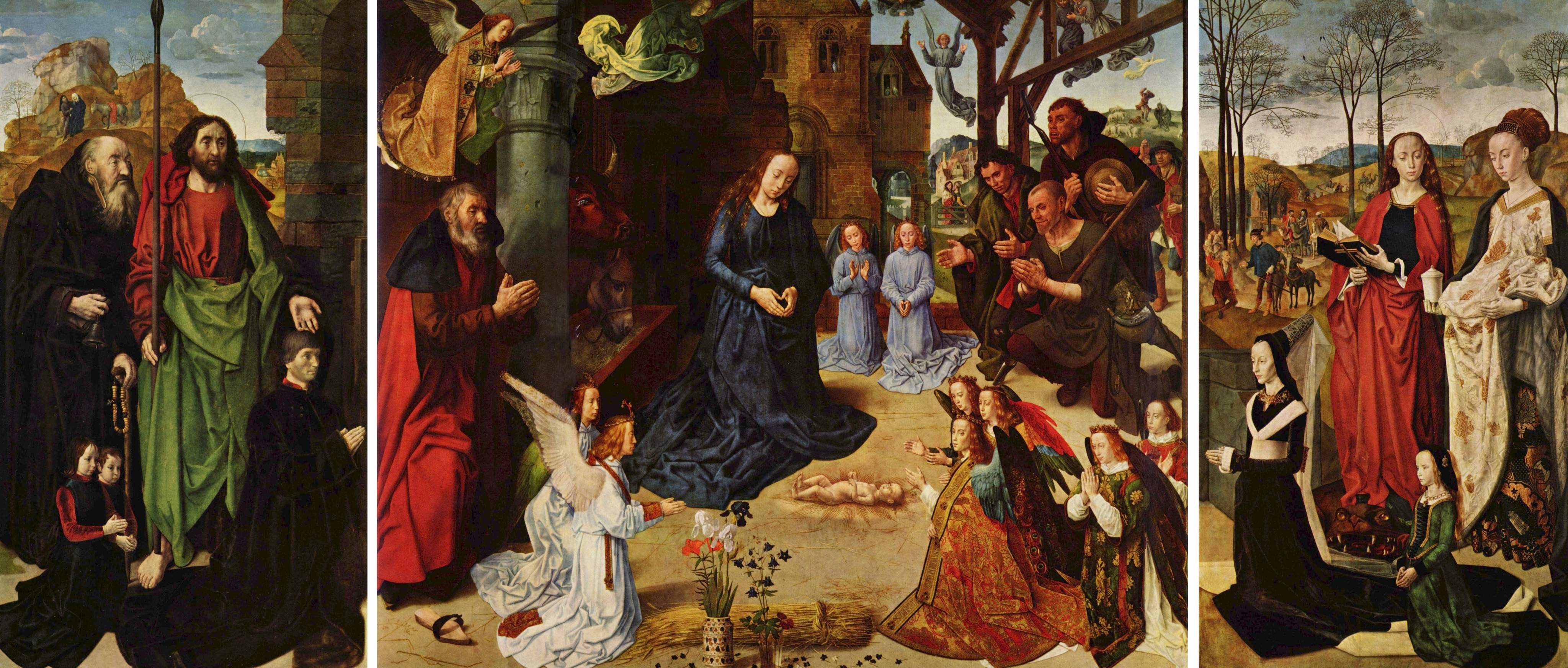
Hugo van der Goes Portinari Triptych, 253 × 304 cm.
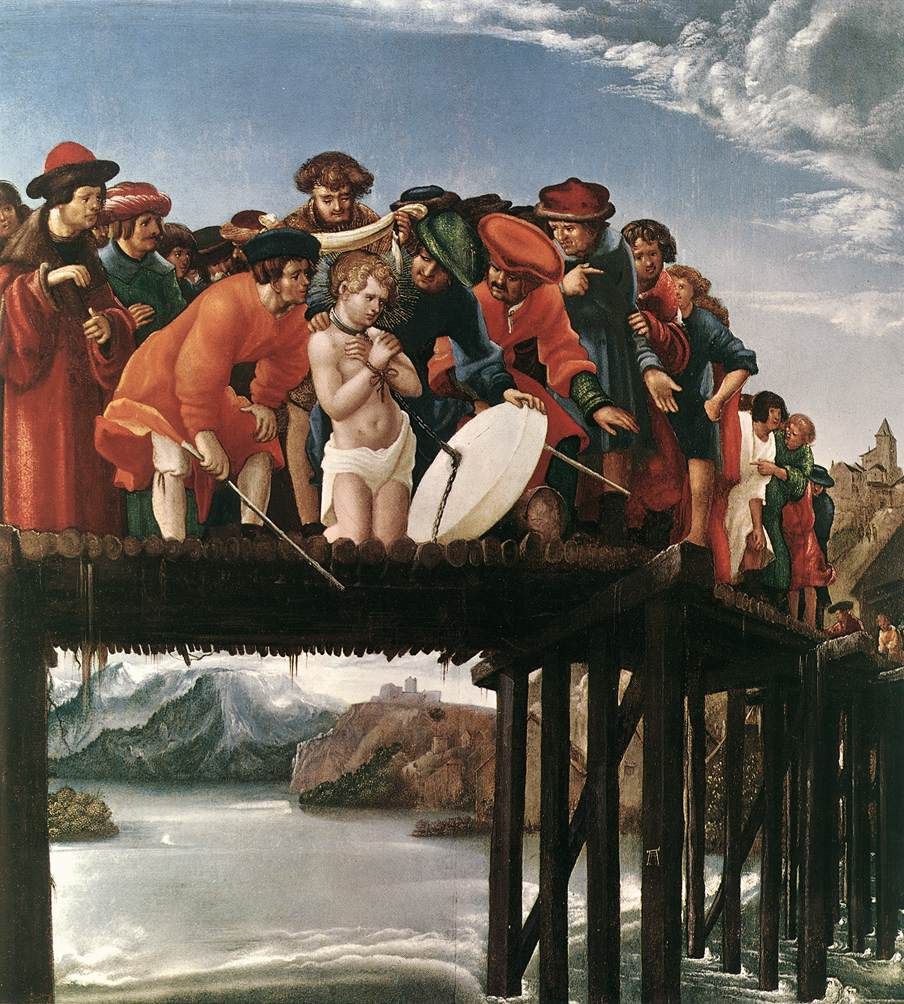
Albrecht Altdorfer Martyrdom of St Florian, 76 × 67 cm.
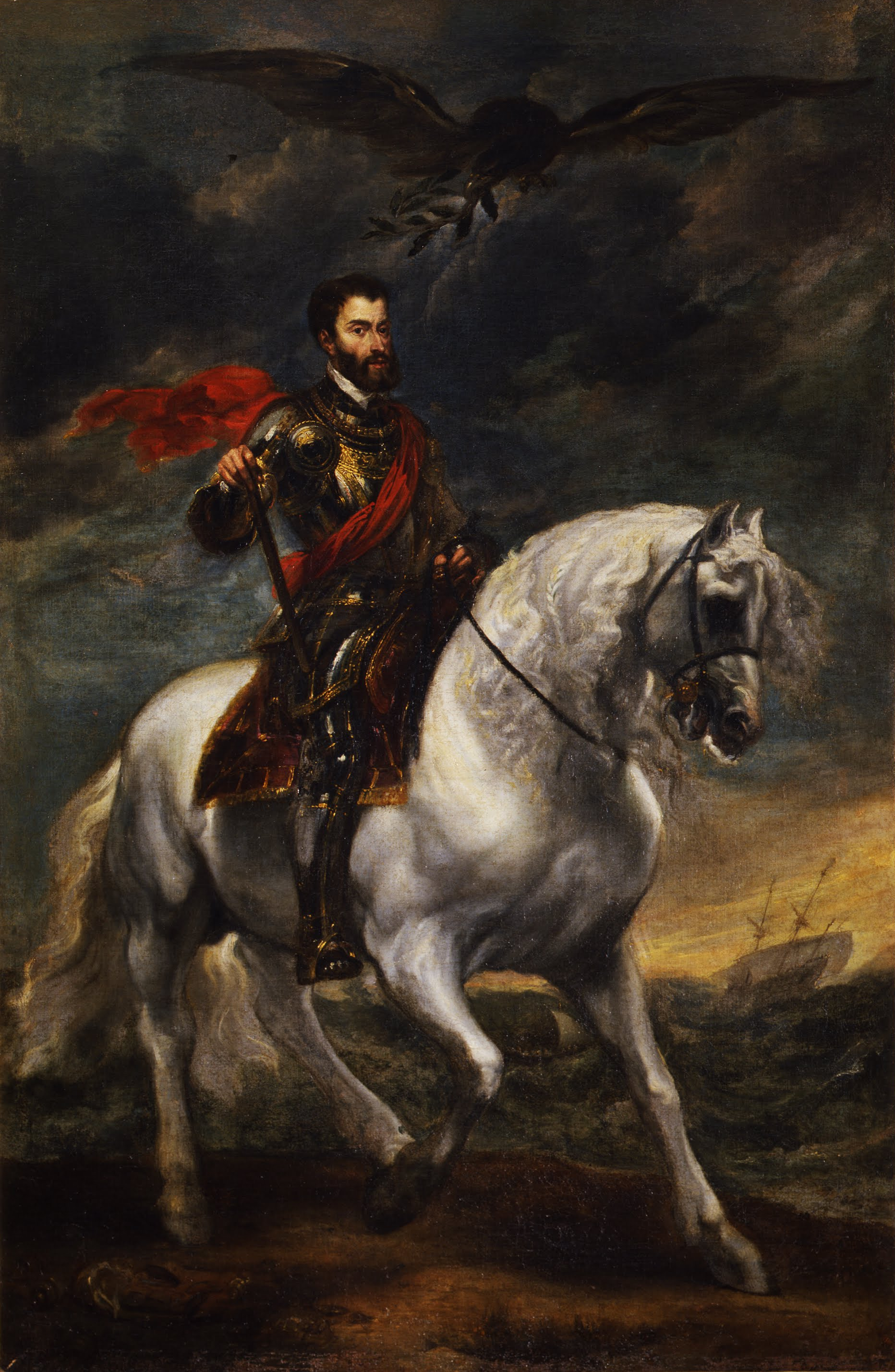
Anthony van Dyck Portrait of Charles V, 191 × 123 cm.
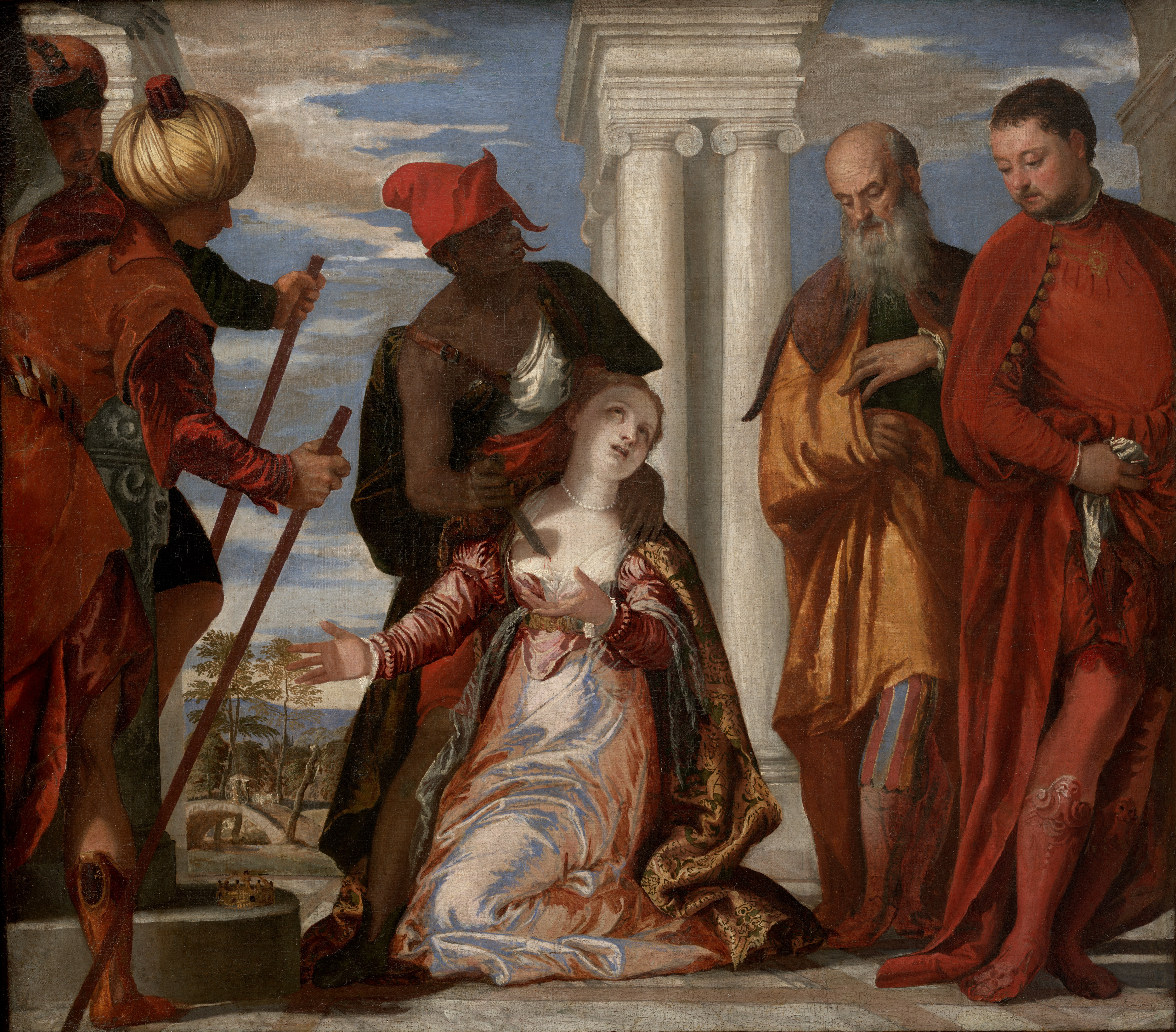
Paolo Veronese Martyrdom of Saint Justina, 103 × 113 cm.
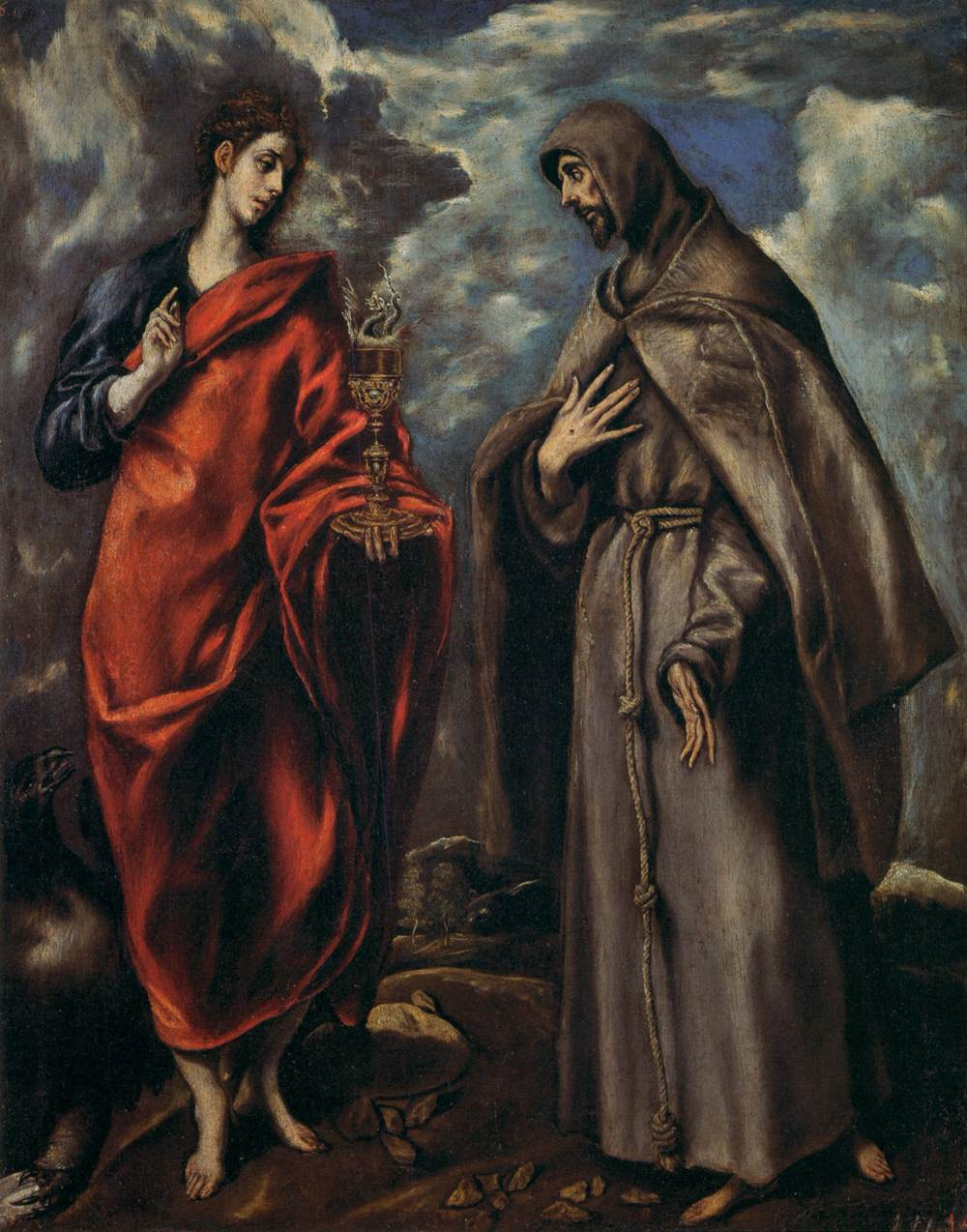
El Greco St. John and St. Francis, 110 × 86 cm.